# Korlátlan tengeralattjáró-háború

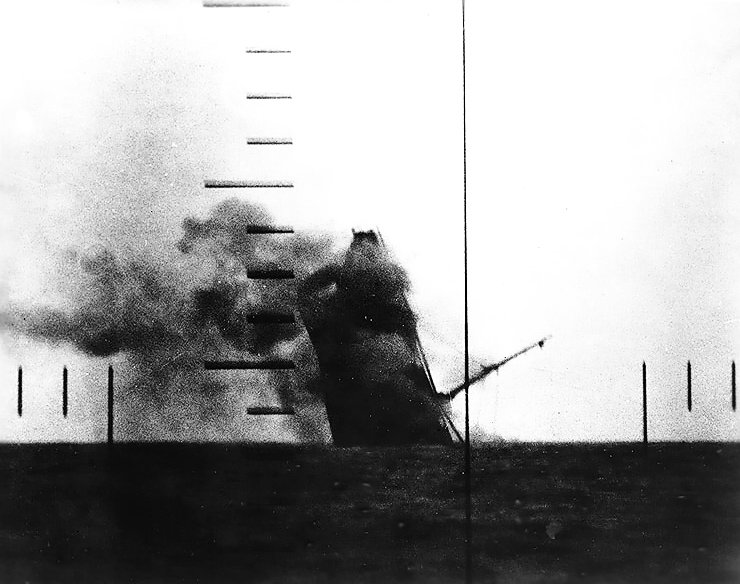
A süllyedőben lévő japán Nittsu Maru japán teherhajó a Wahoo amerikai tengeralattjáró támadása után (Sárga-tenger, 1943. március 23.)

A korlátlan tengeralattjáró-háború a tengeri hadviselés – azon belül is a tengeralattjáró-háború – egy olyan módja, melynek során a hadviselő fél a tengeralattjárói tevékenységét nem korlátozza a nemzetközi jogban foglalt zsákmányjog előírásainak megfelelően és azok előzetes figyelmeztetés nélküli támadást hajtanak végre kereskedelmi hajók ellen. A célja egy ország gazdaságának döntő módon való meggyengítése (Nagy-Britannia, Japán) vagy egy hadszíntérre irányuló ellenséges utánpótlás meghiúsítása, mint pl. Norvégia és Észak-Afrika esetében.
Az első világháborúban a központi hatalmak közül Németország és Ausztria-Magyarország, míg a második világháborúban a tengelyhatalmak részéről Németország és Olaszország, illetve a szövetségesek részéről Nagy-Britannia (a Skagerrakban majd a Földközi-tengeren) a Szovjetunió (a Balti-tengeren) és az Egyesült Államok (a csendes-óceáni térségben) folytatott korlátlan tengeralattjáró-háborút.
A kifejezés (németül: uneingeschränkter U-Boot-Krieg) az első világháború idején vált ismertté, mikor Németország és Ausztria-Magyarország 1917-ben korlátlan tengeralattjáró-háborút hirdetett az antanthatalmak – és a velük kereskedelmi kapcsolatot létesítő hajóforgalom – ellen. Az általánosan elterjedt értelmezés már az 1915 februárja és májusa közötti brit vizeken folytatott német tengeralattjáró-hadjáratot is korlátlan tengeralattjáró-háborúnak tekinti, bár azt a semleges hajók veszélyeztetettségét is tartalmazó kihirdetése után még a megkezdése előtt módosították úgy, hogy a bizonyíthatóan semleges államokhoz tartozó hajókat megkímélték. A teljes hajóforgalom felszámolását célul kitűző német flottavezetés szemében ezért nem számított korlátlannak.
Az első világháborús német korlátlan tengeralattjáró-háborúval kapcsolatban általánosan elterjedt tévhit, hogy ez okozta volna az Egyesült Államok hadba lépését az antant oldalán. Ehhez még az 1917-es hadjárat megindítása sem szolgáltatott kellő okot. Az amerikaiak hadba lépése valójában gazdasági kényszer volt, mivel nem hagyhatták, hogy az irányukba eladósodó Nagy-Britannia és Franciaország vereséget szenvedjen. A német tengeralattjáró-hadjárat mindössze az egyik ürügyül szolgált ehhez a lépéshez.
A korlátlan tengeralattjáró-háborút folytató országokról elmondható, hogy Németország és Ausztria-Magyarország tengeralattjárósai a szigorú utasítások mellett is a lehetőségekhez képest rendszerint törekedtek az emberéleteket megkímélve fellépni és gyakran továbbra is a zsákmányjog szerint eljárni (spórolva ezzel a nagy értékű torpedókat is), ellenben a szovjetek balti-tengeri tevékenysége a civil menekülteket is célpontnak tekintette, az Egyesült Államok Japán elleni korlátlan tengeralattjáró-háborújára pedig az embertelen brutalitás volt jellemző, ami nem egy esetben a hajótöröttek lemészárlásával járt együtt.

## Az új fegyvernem megjelenése
A 19. század végén megjelentek a katonai alkalmazásra használható tengeralattjárók. Az új fegyverek alkalmazását külön nem szabályozták, azokra ugyanazok a nemzetközi törvények vonatkoztak, mint a felszíni hadihajókra. Ekként vonatkoztak rájuk az 1856-os párizsi deklarációban foglaltak is. Eszerint egy blokádban részt vevő hadihajónak – adott esetben a tengeralattjárónak is – előbb megállásra kellett felszólítania a kereskedelmi hajókat és át kellett vizsgálnia azok rakományát, hogy eldönthesse, van-e közötte tiltott áru (kontraband). Amennyiben igen, a hajó lefoglalása vagy elsüllyesztése indokolt lehetett, de a személyzetét biztonságba kellett helyezni. Elhelyezésük mentőcsónakokban nem számított biztonságos elhelyezésnek, az embereket a fedélzetére kellett vennie, vagy partra kellett tennie, esetleg egy harmadik hajón kellett elhelyeznie. Ezen eljárás nem illette meg azokat a hajókat, melyek a felszólítás ellenére nem álltak meg vagy aktívan ellenálltak az ellenőrzésnek.

## Első világháború

### Előzmény – a brit blokád
A tengeralattjárókat az első világháborúban kimagasló jelentőséggel a központi hatalmak használták a kereskedelmi háborújukban, amit az antanthatalmak által – a nemzetközi törvényeket sértő módon – felállított blokád váltott ki. A tengeralattjárók alkalmazási módját nagyban befolyásoló, főként Németországgal szemben foganatosított törvénysértő brit lépések a következők voltak:
- 1913. március 26-án (még a háború kitörése előtti évben) a brit parlamentben az admiralitás első lordja, Winston Churchill bejelentette, hogy az admiralitás a brit hajótársaságokat felszólította arra, a legmodernebb utasszállítóik egy részét fegyverezzék fel, hogy egy esetleges konfliktus esetén az ellenséges hatalmak gyors segédcirkálóival szemben védekezni tudjanak, ugyanakkor a felfegyverzésük ellenére ők maguk ne kapjanak segédcirkálói (azaz hadihajói) státuszt. A rendelkezés következtében 1914 januárjára már 29 brit gőzhajó rendelkezett tatlövegekkel. Ezzel szemben 1914. augusztus 5-én a brit kormányzat azt az álláspontot fogalmazta meg, hogy minden felfegyverzett ellenséges kereskedelmi hajó hadihajónak tekintendő.
- 1914. augusztus 4-én az Egyesült Királyság hadat üzent Németországnak és ezzel egyidőben blokádot hirdetett ellene. A blokádot azonban nem a német partok előtt állították fel, úgy ahogy azt a nemzetközi törvények engedélyezték (Párizsi deklaráció 4. pontja), hanem a Shetland-szigetek és Norvégia között valamint a La Manche-csatornánál lezárták az Északi-tengert (távoli blokád). A tiltott áruk közé vették az összes élelmiszert is, annak ellenére, hogy azt kizárólag abban az esetben lehetett volna ily módon kezelni, ha egyértelműen a fegyveres erők ellátására szánták. Ez az intézkedés a német polgári lakosságot vette célba.
- 1914. október 2-án a brit admiralitás bejelentette, hogy a La Manche keleti végét egy nagy kiterjedésű aknamezővel zárja le. A hajóforgalom számára csak egy, a brit felségvizeken áthaladó szűk sávot hagyott szabadon. Ezzel a nyílt vizeken való aknatelepítés tilalmára vonatkozó nemzetközi egyezményeket sértette meg.
- 1914. november 2-án a britek háborús övezetté nyilvánították az Északi-tengert.
- 1915. január 31-én a brit admiralitás felhatalmazta a brit kereskedelmi hajókat a semleges államok zászlaja alatt való hajózásra abból a célból, hogy ezzel a német tengeralattjárókat megtévesszék és elbizonytalanítsák.[1]
- 1915 február 1-én egy brit yachtról tűz alá vettek egy német tengeralattjárót.[2] Ez volt az első alkalom, hogy civil tengeri jármű támadást indított egy német tengeralattjáró ellen. (Az eset önmagában nem volt hatással a hadjárat meghirdetésére.)

A brit kormányzat a távoli blokád felállítását azzal igyekezett magyarázni, hogy az 1856-os párizsi deklarációban foglaltak időszerűtlenné váltak, mivel a szoros blokád fenntartását az ellenséges partok előtt az új fegyverek (tengeri aknák, torpedók) megjelenése valamint a hadihajók nagy szénfelhasználása nem tette kivitelezhetővé. Az 1907-es londoni deklarációban foglaltak betartását azzal utasították vissza, hogy azt bár aláírták, de nem ratifikálták, így végrehajtását sem lehet számon kérni az Egyesült Királyságon.
Ezekkel a lépésekkel Nagy-Britannia lényegében minden nemzetközi törvényen felül helyezte magát, ugyanakkor jórészt elvárta, hogy ezeket a törvényeket az ellenségei betartsák.

### A Nagy-Britannia körüli háborús övezet kihirdetése

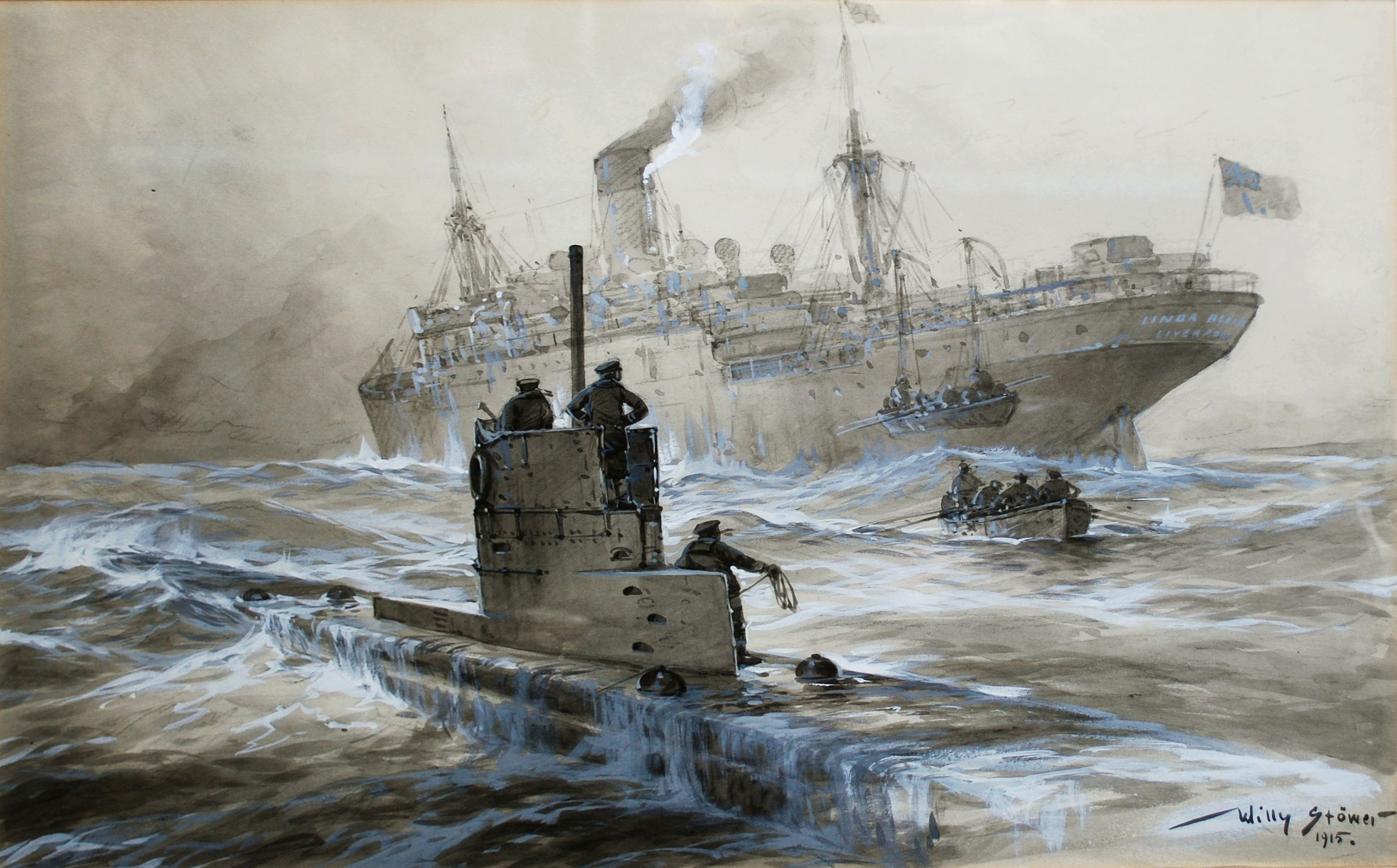
A Liverpoolt elhagyó Linda Blanche zsákmányjog szerinti elfogása Willy Stöwer propagandisztikus ábrázolásában

A britek távoli blokádja a német felszíni flottát – amennyiben ezt hasonlóképpen meg kívánta torolni – olyan feladat elő állította, amely megoldására nem volt felkészítve. A hátrányos földrajzi fekvés miatt a német hadihajók számára elérhetetlenek voltak az Atlanti-óceán kereskedelmi útvonalai, melyeken keresztül Nagy-Britannia a nyersanyagai döntő többségét beszerezte.
Ugyanakkor a háború elején az eredetileg defenzív feladatban bevetni tervezett német tengeralattjárók egyre nagyobb távolságokat tettek meg és 1914 októberében már egyedi esetekben ellenséges kereskedelmi hajókat is elfogtak a zsákmányjog előírásainak megfelelően, de ekkor még nem került szóba az ellenséges hajóforgalom elleni tervszerű offenzívájuk. 1915. február 22-ig 19 hajót fogtak el összesen 43 000 BRT hajótérrel.
1914 novemberében a flottaparancsnokság, látva a tengeralattjárók eredményes alkalmazhatóságát az ellenséges kereskedelmi hajókkal szemben a következő javaslatot terjesztette az "Admiralstab" (a flotta vezérkarának) vezetője, Hugo von Pohl tengernagy elé:

„Mivel a partjaink nincsenek blokád alatt, a semleges államokkal folytatott kereskedelmünk amennyiben kontrabandot [a britek által tiltólistára tett árut, csempészárut] nem érint, tovább folyhat a szokásos módon. Ugyanakkor az Északi-tenger partja mentén folyó mindenféle kereskedelem megszűnt. Anglia még a velünk szomszédos országokra is erős nyomást fejt ki annak érdekében, hogy ott olyan cikkek kereskedelmét megszakítsák velünk, melyek a háborúnk számára fontosak. Különösen élénkek azok az erőfeszítéseik, melyekkel az élelmiszerszállítmányok semleges államokon keresztül való érkezését igyekeznek meggátolni. Itt nem csak a csapatoknak szánt élelmiszerszállítmányokról van szó, hanem Anglia az egész népünket ki akarja éheztetni. Anglia semmibe veszi a nemzetközi jog összes rendelkezését, mivel az élelmiszer csak relatív kontrabandnak számít, vagyis csak akkor lehet lefoglalni, ha a hadviselés számára szállítják. A londoni konferencia határozatai szerint relatív kontrabandként megnevezett árukat csak abban az esetben lehet lefoglalni, ha a hajóval közvetlenül az ellenséges országba szállítják. Amennyiben egy semleges országon, pl. Hollandián át szállítják, akkor a lefoglalása nem megengedett. Ennek ellenére nagy számú gőzhajót, melyek élelmiszert, olajt, érceket stb. szállítva úton voltak semleges országok felé és habár a további rendeltetésük Németországban még egyáltalán nem volt meghatározva, mégis lefoglaltak.
Mivel Anglia ezáltal megpróbálja megsemmisíteni a kereskedelmünket, mi igazságos megtorlást hajtunk végre, ha a kereskedelmi háborút minden eszközzel felvesszük. Továbbá mivel Anglia a nemzetközi jogra tekintet nélkül jár el, a legcsekélyebb indíttatásunk sincs arra, hogy a hadviselésünket korlátozzuk. Angliának a legérzékenyebb veszteségeket úgy okozzuk, ha a kereskedelmében okozunk kárt. A tengeralattjáró révén adott a kezünkben a fegyver, mellyel e károkozás a legmesszemenőbb mértékében végrehajtható. Ennél fogva ezt az eszközt a sajátos jellegzetességeinek megfelelően kell használnunk. Minél energikusabban viselünk hadat, annál hamarabb ér véget a háború és annak rövidebb lefolyásával a számtalan emberéletből és a javakból kevesebb kerül feláldozásra. Egy tengeralattjáró emiatt a gőzhajók legénységét nem tudja megkímélni, hanem annak tagjait a gőzhajóval együtt kell hagynia odaveszni. A hajózás figyelmét fel kell hívni ezekre a következményekre és figyelmeztetni kell, hogy azok a hajók, melyek megpróbálnak befutni angol kikötőkbe, kiteszik magukat annak a veszélynek, hogy a legénységükkel együtt odavesznek. Épp ez a célzás, hogy a gőzhajók legénységének élete veszélyeztetve van, fog hozzájárulni ahhoz, hogy rövid időn belül az összes Angliába tartó hajóforgalom megszakad. Ezért az angol tengerpart egészét vagy annak egy részét blokád alá vettnek kell nyilvánítani és ugyanakkor a fent említett bejelentést hozzá kell csatolni.
 A blokád elrendelése a semlegesek következményekre való figyelmeztetése miatt szükséges. A helyzet komolysága megköveteli, hogy eltekintsünk az olyan kíméletességtől, melynek már nincs jogosultsága. A jövőre való tekintettel jelentőséggel bír az is, hogy az ellenséggel már most érzékeltessük, a tengeralattjárók révén milyen hatalmi eszköz áll a rendelkezésünkre a kereskedelme elleni harchoz és hogy az a legkíméletlenebb módon kerül alkalmazásra.”

A katonai vezetés által javasolt megoldás a korlátlan tengeralattjáró-háborút fogalmazta meg. Von Pohl tengernagy a javaslatot elfogadta és a politikai vezetés elé vitte, de célszerűségét a politikusok kétkedve fogadták. A birodalmi kancellár, Theobald von Bethmann-Hollweg az "Admiralstab"nak december 27-én küldött válaszában azt írta, hogy a hadjárat megindításának nem látja jogi akadályát, ellenben tart attól, hogy a kereskedelmi hajók ellen figyelmeztetés nélkül végrehajtott támadások elidegenítenék a semleges államokat, főként az Egyesült Államokat Németországtól. Véleménye szerint egy ilyen hadjáratot csak azután lehetett volna megkockáztatni, ha a szárazföldi csapatok már sikeresen megvívták a harcukat és ezután már Anglia lehetett a célpont.
Hosszas viták után a politikai vezetés végül beleegyezését adta a Nagy-Britannia elleni megtorló tengeralattjáró-hadjárat megindításához és a kormányzattal egyetértésben megfogalmazott közlemény 1915. február 4-én lett leközölve a birodalmi közlönyben (a Deutscher Reichsanzeigerben):

„Közlemény

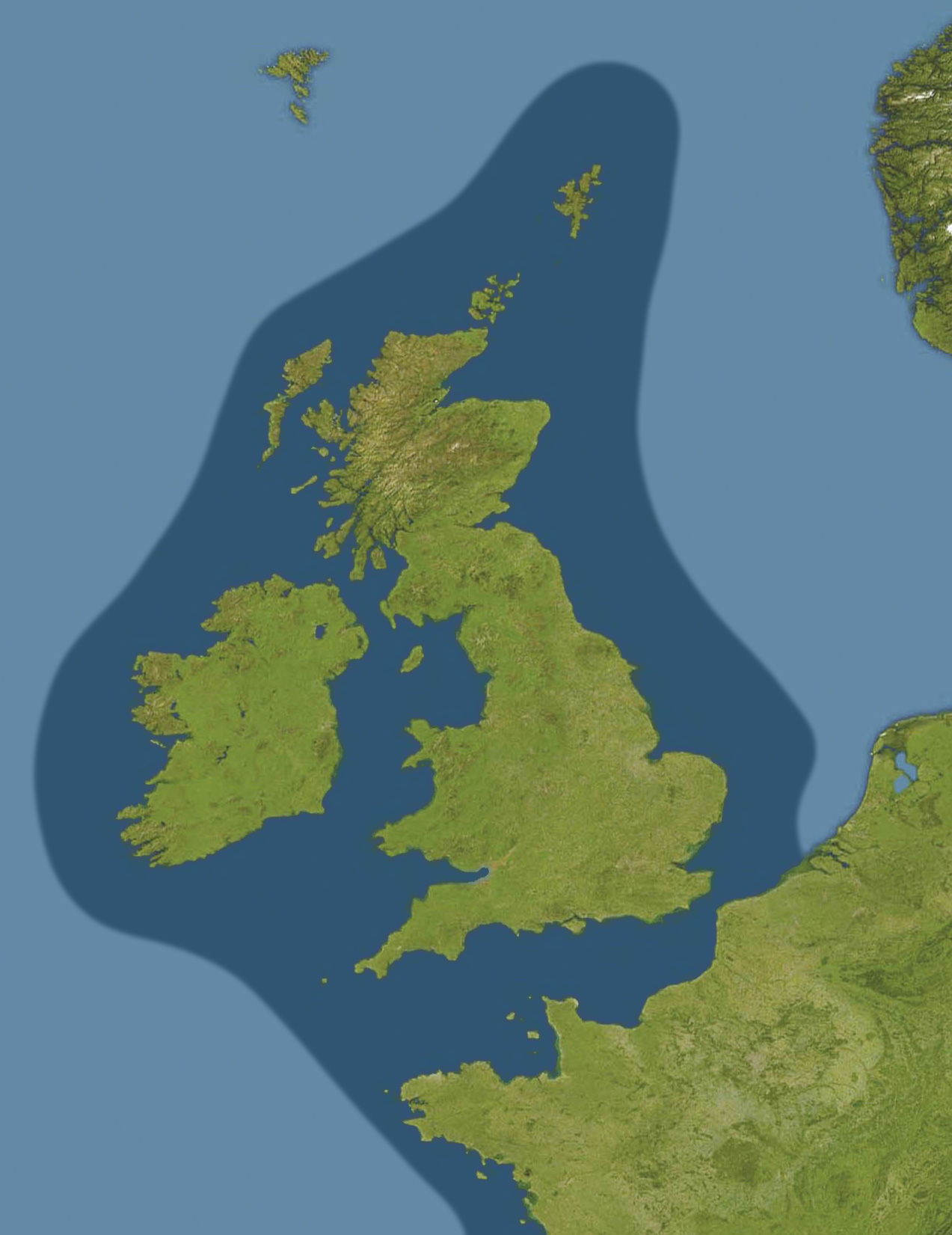
Az 1915 februárjában Németország által Nagy-Britannia körül háborús övezetként meghatározott terület

1. A Nagy-Britannia és Írország körüli vizek beleértve a La Manche-csatorna egészét ezennel háborús övezetté nyilváníttatik. 1915. február 18. után az összes itt fellelt ellenséges kereskedelmi hajó meg lesz semmisítve. A hajók legénységét és utasait ennek során nem mindig lesz lehetséges értesíteni a fenyegető veszélyre.
2. A háborús övezetben a semleges hajókat is veszély fenyegeti, mivel január 31-én a brit kormányzat által elrendelt semleges zászlókkal való visszaélésből és a tengeri háború véletlenjeiből fakadóan nem kerülhető el mindig, hogy az ellenséges hajók elleni támadások semleges hajókat érjék.
3. A Shetland-szigetektől északra, az Északi-tenger keleti részén, [valamint] egy 30 tengeri mérföld széles sávban a holland partok mentén [a hajózás] nincs veszélyeztetve.

Berlin, 1915. február 4.
az Admiralstab főnöke
v. Pohl”

Az "Admiralstab" az intézkedésről szóló közleményének magyarázataként a szövetséges, semleges és ellenséges hatalmakhoz még ezt a nyílt emlékiratot címezte:

„A császári német kormányzat emlékirata az Anglia nemzetközi törvényeket sértő, Németország semleges államokkal való kereskedelmét akadályozó intézkedései elleni ellenintézkedésekről
A jelenlegi konfliktus kezdete óta Nagy-Britannia kereskedelmi háborút folytat Németország ellen oly módon, mely minden nemzetközi alapvetésből gúnyt űz. 
A brit kormányzat több rendeletében is a tengeri hadereje számára irányadónak határozta meg a londoni tengeri hadijogi nyilatkozatot (londoni deklarációt), valójában azonban a nyilatkozat főbb pontjait megtagadta, holott a saját felhatalmazottai a londoni konferencián annak határozatait érvényben lévő nemzetközi jognak ismerték el. 
A brit kormányzat egy sor cikket helyezett a tiltott áruk listájára, melyek nem, vagy csak nagyon közvetett módon alkalmazhatóak hadi célokra és emiatt sem a londoni deklaráció, sem a nemzetközi jog általánosan elfogadott szabályai szerint egyáltalán nem szabad őket tiltott áruként meghatározni. 
Továbbá [a lista] az abszolút és relatív tiltott áruk közötti különbséget ténylegesen mellőzi azáltal, hogy minden Németországba tartó relatív tiltott árunak számító tárgy tekintet nélkül a kikötőre, melyben kipakolásra kell kerüljön és tekintet nélkül annak ellenséges avagy békés felhasználására, lefoglalásra kerül. 
Nem óvakodik még attól sem, hogy a párizsi deklarációt megsértse, miután a tengeri hadereje a semleges hajókon szállított, tiltott árunak nem számító német tulajdont is elkobozta. 
A londoni deklarációhoz kapcsolódó saját rendelkezésein túlmenően a tengeri hadereje által számos hadképes németet szállíttatott le és tette őket hadifogollyá. 
Végül az egész Északi-tengert háborús övezetté nyilvánította és a semleges hajózás számára a Skócia és Norvégia közötti nyílt tengeren való áthaladást ha nem is tette lehetetlenné, de nagy mértékben megnehezítette és veszélyeztette oly módon, hogy egy bizonyos mértékű blokádot vont a semleges partok és kikötők elé megsértve az összes nemzetközi egyezményt. 
Ezen intézkedések összessége nyilvánvalóan azt a célt szolgálja, hogy a jogszerű kereskedelem jogellenes megbénításával nem csak a hadviselést, hanem Németország gazdaságát is célba vegyék és végső soron a kiéheztetés révén az egész német népet a megsemmisülésnek tegyék ki. 
A semleges államok a brit kormányzat intézkedéseihez többé-kevésbé alkalmazkodtak; különösen azt nem sikerült elérniük, hogy a hajóikról a nemzetközi jogot sértő módon elhurcolt német személyeket és javakat a brit kormányzat kiadja.
Bizonyos szempontból még csatlakoztak is a tengerek szabadságával összeegyeztethetetlen angol intézkedésekhez azáltal, hogy Anglia nyilvánvaló nyomásának hatására a békés célokra szánt [áruk] áthaladását Németország irányába a maguk részéről is kiviteli és áthajózási tilalommal akadályozzák. 
A német kormányzat hiába hívta fel a semleges államok figyelmét arra, hogy meg kell fontolnia a kérdést, miszerint az általa eddig szigorúan betartott londoni deklaráció pontjaihoz továbbra is tarthatja-e magát, ha Nagy-Britannia az általa követett eljárást folytatja és a semleges államok a semlegességük Németország számára hátrányos módon való megsértését továbbra is eltűrik. 
Nagy-Britannia a nemzetközi törvényeket sértő intézkedéseikor a létérdekeire hivatkozik, melyek a brit birodalom számára kockán forognak, és a semleges hatalmak látszólag beérik teoretikus tiltakozásokkal, azaz a hadviselők létérdekét ténylegesen megfelelő ürügynek fogadják el bármiféle hadviselési forma folytatásához.
Hasonló létérdekekre kell innentől hivatkoznia Németországnak is; sajnálatára olyan Anglia elleni katonai intézkedésekre kényszerül, melyek az angol eljárás megtorlását szolgálják.
Ahogyan Anglia a Skócia és Norvégia közötti területet háborús övezetté nyilvánította, oly módon Németország a Nagy-Britannia és Írország körüli vizeket hozzákapcsolódóan a La Manche teljes területét háborús övezetté nyilvánítja és minden rendelkezésére álló katonai eszközzel fellép az ellenséges hajóforgalommal szemben.
E célból 1915. február 18-tól minden ellenséges kereskedelmi hajót, mely a háborús övezetbe betér, igyekszik megsemmisíteni, miközben nem lesz mindig lehetséges az embereket és a javakat fenyegető veszélyt elhárítani.
A semlegesek ezért óva intetnek attól, hogy ilyen hajókra legénységet, utasokat és árukat bízzanak.
Azután a figyelmük felhívatik arra, hogy a saját hajóik számára is sürgősen tanácsos az ezen vizekre való behajózás elkerülése.
Mivel még ha a német haditengerészet egységei utasítással is rendelkeznek a semleges hajók elleni erőszakos fellépés mellőzésére amennyiben azok ilyenként [semleges hajóként] azonosíthatók, a brit kormányzat által elrendelt, a semleges zászlókkal való visszaélést tartalmazó utasítások és a háború véletlen esetei nem mindig hárítják el [annak lehetőségét], hogy azok egy ellenséges hajó ellen szánt támadásnak essenek áldozatul.
Itt nyomatékosan megjegyzésre kerül, hogy a Shetland-szigetektől északra eső vizeken, az Északi-tenger keleti részén és egy 30 tengeri mérföldes sávban a holland partok mentén folyó hajózás nincs veszélyeztetve. 
A német kormányzat ezen intézkedéseket így kellő időben jelenti be ahhoz, hogy mind az ellenséges, mind a semleges hajóknak legyen elég ideje arra, hogy a háborús övezetként megjelölt területen lévő kikötőbe való befutás miatti diszpozícióit ez alapján határozhassa meg. 
Elvárható, hogy a semleges államok Németország létérdekeit ne kevésbé vegyék figyelembe mint Angliáét, és hozzá fognak járulni ahhoz, hogy a hozzátartozóikat [értsd: állampolgáraikat] és a tulajdonukat a háborús övezettől távol tartsák.
Ezt annál is inkább el lehet várni, minthogy a semleges államok számára is sok múlik azon, hogy a jelenlegi pusztító háború minél előbb véget érjen.”

A kormányzat által az érintett országoknak elküldött memorandumban egyértelműen jelezték, hogy a közlemény a tengeralattjárók használatára céloz. A megfogalmazáskor a brit partok egészét érintő blokád kifejezést szándékosan kerülték, mivel a blokádnak a nemzetközi törvények szerint teljes mértékben hatásosnak kellett volna lennie, ami a rendelkezésre álló csekély számú tengeralattjáróval nem lett volna kivitelezhető. (Ebből a megfontolásból a britek is eleinte a Skócia és Norvégia közt felállított blokádjukat is „hadihajók soraként” emlegették.) Az egyes partszakaszok és kikötők blokád alá vételét azért vetették el, mert az nem lett volna elrettentő hatással a hajóforgalomra és hatásosabban lehetett volna az ellene való védekezést is megszervezni. A háborús övezet kijelölésekor a brit mintát vették alapul.
A tengeralattjárók a kereskedelmi háborújuk vezetéséhez a következő instrukciókat kapták:

„Első helyen a tengeralattjáró biztonsága áll. A hajók ellenőrzéséhez való felszínre emelkedés a saját biztonság érdekében kerülendő, mivel, eltekintve az ellenséges hajók esetleges támadásaiból fakadó veszélytől, nincs arra garancia, hogy a tengeralattjárónak nem egy ellenséges hajóval van dolguk még akkor sem, ha az egy semleges állam megkülönböztető jelzéseit is használja. Az a tény, hogy egy gőzhajón semleges állam zászlaja van felvonva és még a semleges állam megkülönböztető jelzéseit is viseli, nem garancia arra, hogy valóban egy semleges hajó. Az elpusztítása ezért igazolható, hacsaknem egyéb körülmények nem utalnak a semlegességére.”

### A német bejelentés fogadtatása és hatása a hadjáratra
Azon német számítások, hogy a semleges államok a német bejelentést a britekéhez hasonlóan erőteljes tiltakozás nélkül tudomásul fogják venni, nem jöttek be. Az Egyesült Államok, mely az antanthatalmaknak exportált fegyverszállítmányok révén a konfliktus fő haszonélvezője volt, erős kifogásokat támasztott és még fenyegetéseket is tett. A britek által hangoztatott érvelést, miszerint az új körülmények új szabályozást igényelnek, az amerikaiak nem utasították el, azonban véleményük szerint az „emberiesség parancsszava” (dictates of humanity) határt kellett szabjon az új szabályok megalkotásakor, a tengeralattjáró pedig nem megfelelő eszköz az emberéletek megóvásához.
A diplomáciai nehézségek miatt a német vezetésnek vagy le kellett mondania kijelölt háborús övezetről, vagy azt megtartva meg kellett kímélnie a semleges államok hajóit. A közlemény második pontjának megfogalmazása némi mozgásteret biztosított annak magyarázatához, így az amerikaiaknak, akik úgy értelmezték, hogy a németek az összes hajót el kívánják süllyeszteni a háborús övezetben, a német kormányzat azt a választ adta, hogy a legális hajóforgalmat nem fenyegeti veszély. Ezzel pedig a tengeralattjárók fokozott alkalmazását pártoló tengerésztisztek megítélése szerint a hadjárat kudarcra lett ítélve.
A tiltakozás hatására február 14-én és 15-én két távirat érkezett a flottaparancsnoksághoz. Az első a tengeralattjárók semleges hajók fokozott védelmére hívta fel a figyelmet, a második pedig a hadjárat megkezdésének időpontját kötötte egy külön császári parancshoz:

„Kényszerítő politikai okokból a kiküldött tengeralattjáróknak parancsot kell adni, hogy átmenetileg a semleges zászló alatti hajók ellen ne intézzenek támadást, amennyiben nem azonosíthatók egyértelműen ellenségesként.”

„Őfelsége a császár megparancsolják, hogy a tengeralattjárók a semlegesek elleni kereskedelmi háborút a február 4-ei bejelentésnek megfelelően ne február 18-án, hanem csak a Legmagasabb helyről érkezett végrehajtási parancs után kezdjék meg.”

A táviratok kézhezvétele után von Pohl flottaparancsnok az "Admiralstab"nak a következő, keserű hangú választ küldte:

„Az U. 30 már az Ír-tenger közelében jár. Aligha fogja már elérni a parancs, miszerint csak az ellenségesként biztosan azonosított hajókat kell elpusztítani. Ezzel a paranccsal bármiféle siker kizárt, mivel a tengeralattjárók számára saját maguk veszélyeztetése nélkül nem lehetséges a hajók nemzetiségének megállapítása. Meglátásom szerint a haditengerészet tekintélye hatalmas mértékben megszenvedi, ha a hangosan kihirdetett és a nép által nagy reménységgel kísért vállalkozás nem hoz sikereket. Kérem a véleményem Őfelségével való ismertetését.”

Február 18-án a tengeralattjárók a megváltozott helyzetnek megfelelő új instrukciókat kaptak, mely így szólt:

„
1. A kereskedelmi háború a legnagyobb nyomatékkal folytatandó.
2. Az ellenséges kereskedelmi hajókat meg kell semmisíteni.
3. A semleges kereskedelmi hajókat óvni kell. A semleges zászló vagy semleges állam gőzhajótársaságának kéményfestése önmagában nem tekinthető garanciának ahhoz, hogy semleges nemzetiségűnek lehessen tekinteni egy hajót. További semleges jelzések sem szolgálnak bizonyságul; a parancsnoknak minden kísérő körülményt figyelembe kell vennie a hajó nemzetiségének megállapításához, mint pl. a hajó építési stílusát, regisztrálásának helyét, útvonalát, általános viselkedését.
4. Semleges zászló alatti kereskedelmi hajók, melyek konvojban haladnak, ezen körülmény révén semlegesnek tekintendők.
5. A kórházhajók kímélendők. Csak abban az esetben lehet támadást intézni ellenük, ha nyilvánvalóan az Anglia és Franciaország közötti csapatszállításra használják őket.
6. A Belga Segélyezési Bizottság [Belgian Relief Commission] hajóit hasonlóképpen meg kell kímélni.
7. Ha a legnagyobb körültekintés mellett mégis tévedésből végrehajtott támadást hajtana végre, a parancsnok nem lesz felelősségre vonva.”

### Az 1915-ös tengeralattjáró-hadjárat

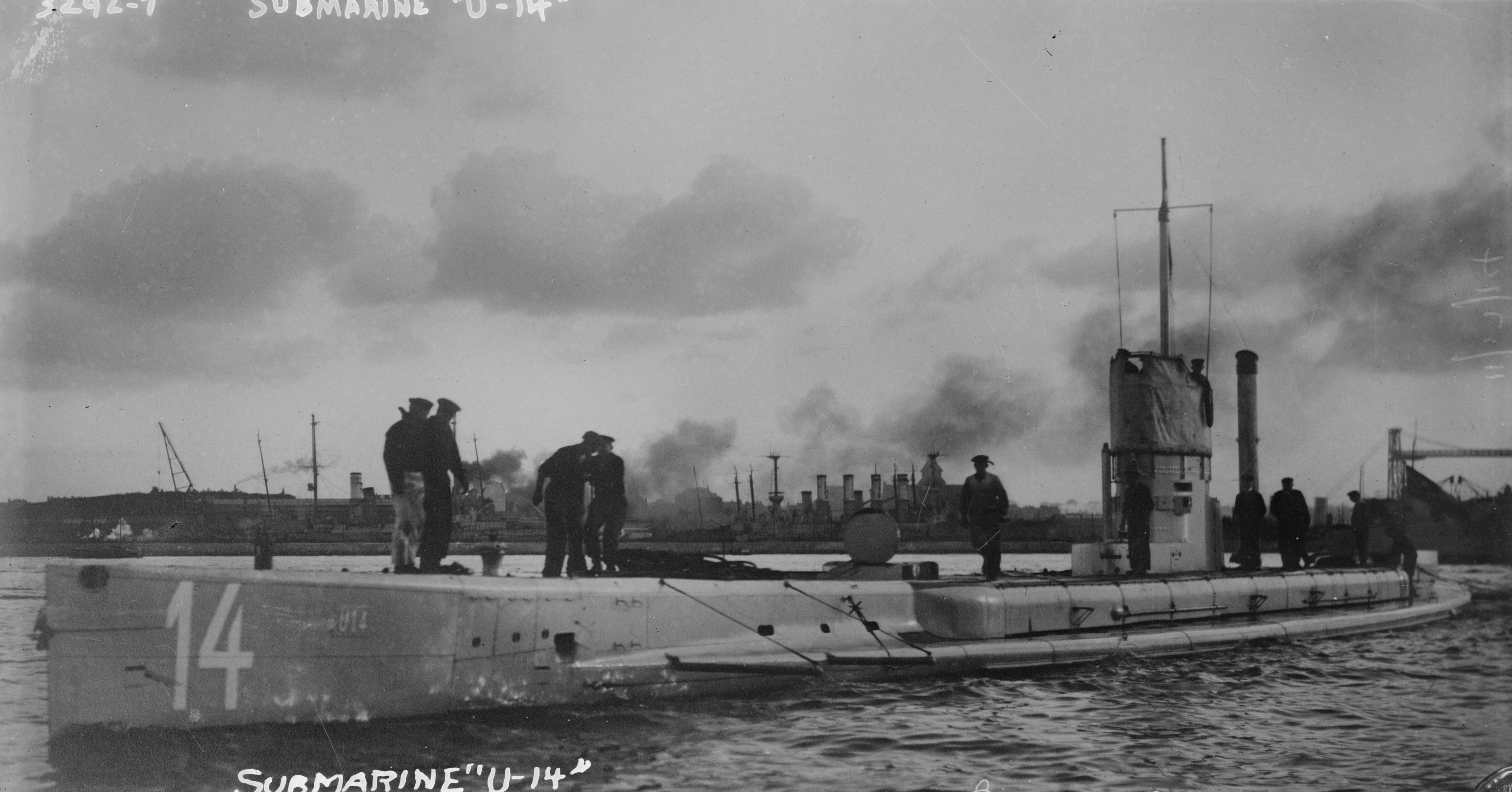
Az U 14 jelű német tengeralattjáró

A hadjáratot a német tengeralattjárók a hazai bázisok mellett a Belgiumtól elfoglalt flandriai Oostende kikötőjében létrehozott bázisról indíthatták. Utóbbiból a La Manche-on át hamarabb elérhették a Brit-szigetek nyugati partjait. Február 22-én mintegy 20 tengeralattjáró kezdhette meg a tevékenységét a szigetek körüli háborús övezetben. Egyre jobb eredményeket értek el és augusztus hónapban már 168 200 BRT hajóteret süllyesztettek el, naponta átlagosan 1,9 hajót. A semleges államok hajótársaságait a német várakozásokkal ellentétben nem riasztotta el a meghirdetett tengeralattjáró-háború és később a veszteségek sem. Magasabb fizetések mellett a semleges országok hajósai vállalták a háborús övezetben való közlekedés kockázatát.

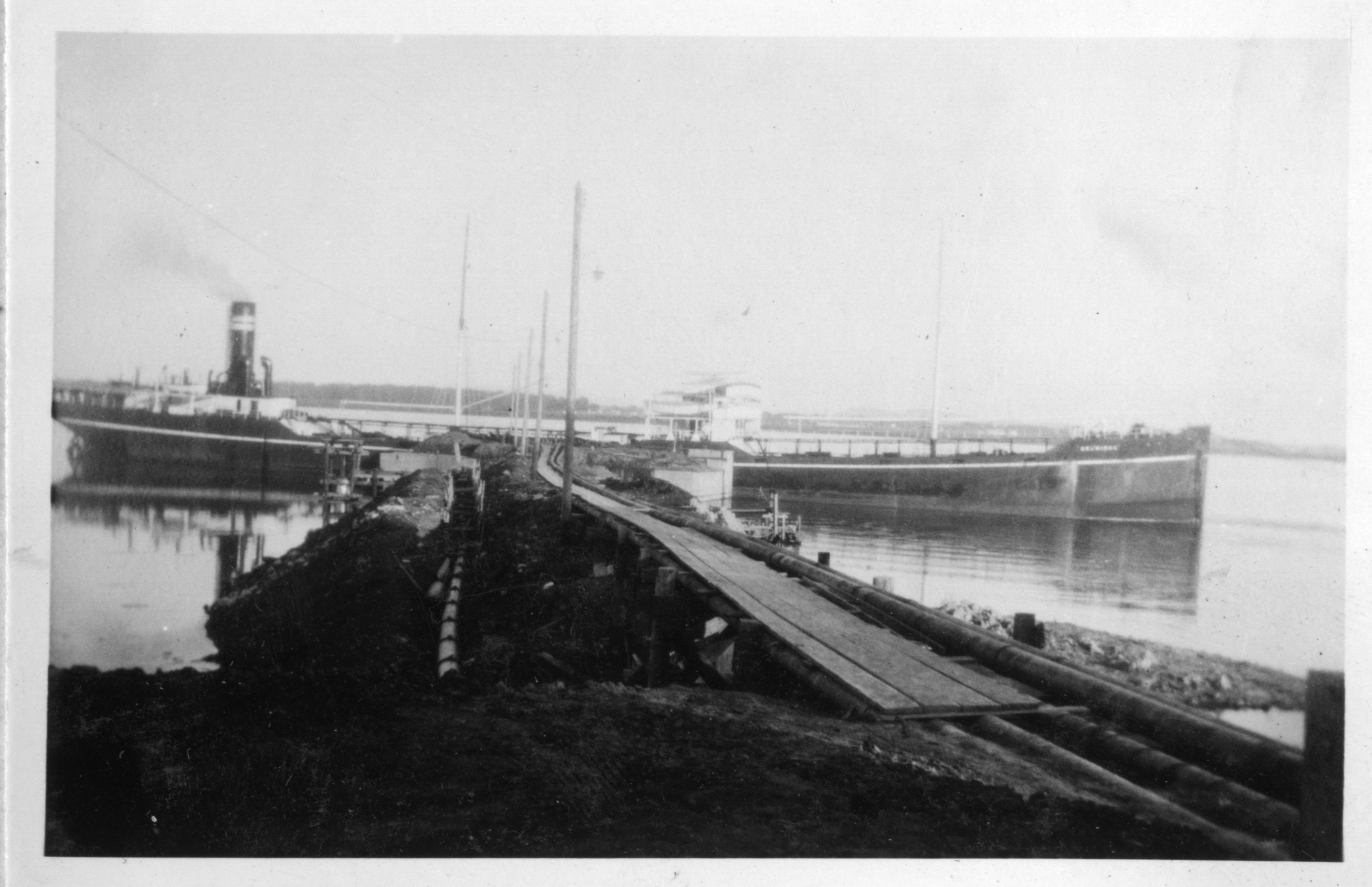
A Belridge norvég tartályhajó

Az első semleges hajót 1915. február 19-én érte támadás, mikor a norvég Belridge tartályhajót Folkestone-tól délre megtorpedózta az U 16. A megrongálódott hajón nem veszítette életét senki.
A német tengeralattjárók tevékenysége azonban számos diplomáciai bonyodalmat is okozott, főként az Egyesült Államokkal. Az első a Thrasher-incidens volt, mely a nevét a Falaba brit gőzhajó 1915. március 28-án való elsüllyesztésekor életét vesztő amerikai állampolgár után kapta. Az amerikai sajtóban a támadást először figyelmeztetés nélkül végrehajtott támadásként és civilek lemészárlásaként állították be, ami miatt egyesek már a hadba lépést követelték. A szemtanúk kihallgatása során azonban kiderült, hogy az U 28 megfelelő módon figyelmeztette a gőzöst és elég időt is hagyott a rajta lévőknek a fedélzet elhagyására, de ezt az időt arra használták fel, hogy rádión jelentsék a tengeralattjáró helyzetét a közelben lévő járőrhajóknak. Az egyik hadihajó közeledtét látva is az U 28 az utolsó percig várt, mielőtt kilőtte a torpedóját a Falabára. A torpedótalálat következtében a hajó által szállított közel 13 tonnányi robbanóanyag is felrobbant. Ezeknek a – mind Nagy-Britannia, mind az Egyesült Államok számára kényes – részleteknek a megállapítása után az amerikai diplomácia nem feszegette tovább az ügyet és hagyták elsikkadni.
1915. április 10-én a Harpalyce brit gőzös elsüllyesztése volt a következő nagy port kavart eset. A brit zászló alatt közlekedő hajó a Belga Segélyezési Bizottság szolgálatában állt és a szervezet jelzései jól láthatóan voltak feltüntetve rajta. Bár a tengeralattjáróknak kiadott parancsok külön megemlítették e szervezet hajóinak védettségét, az UB 4 mégis figyelmeztetés nélkül megtorpedózta a Noord Hinder világítóhajó közelében a háborús övezetnek kikiáltott területen, annak szélén. A hajó Amerikába tartott, hogy ott az éhező belga lakosok számára gyűjtsön élelmiszert.
1915. április 14-én az UB 10 a Noord Hinder világítóhajótól 11 km-re süllyesztette el tévedésből a Rotterdamból Baltimore-ba tartó holland Katwijk teherhajót. Bár nem vesztette életét senki, az eset nagy felháborodást váltott ki Hollandiában. Több más holland kereskedelmi hajót is támadás ért a tengeralattjárók részéről, ez viszont annyiban különbözött, hogy egy semleges államok között közlekedő hajót érintett. Németország elismerte a felelősséget és teljes kártérítést fizetett. Az incidenst követően, április 18-án a német kormányzat úgy rendelkezett, hogy a tengeralattjárók ne intézzenek több támadást semleges kereskedelmi hajók ellen.
1915. május 1-én történt meg először, hogy – egy félreértett szituáció miatt – amerikai hajó esett német tengeralattjáró áldozatául. A diesel-üzemanyagot szállító Gulflight Franciaországba tartott, mikor két brit járőrhajó megállította a Kelta-tengeren. Mivel a térségben a tengeralattjárók nagy aktivitást mutattak, a britek elképzelhetőnek tartották, hogy azokat a nyílt vizeken látják el üzemanyaggal. A járőrhajók emiatt a tartályhajót további kivizsgálás céljából egy brit kikötőbe akarták kísérni. Az őket észlelő U 30 megállásra szólította fel a hajókat, mire a két járőrhajó támadólag közelített hozzá. A német parancsnok elmondása szerint nem látta ugyan a tanker felségjelzéseit, de a kísérete miatt meg volt győződve róla, hogy brit hajóról van szó és kilőtt rá egy torpedót. Ezután vette csak észre rajta az amerikai lobogót és emiatt megszakította a támadást. A találat súlyosan megrongálta a tankert, de még elérte a partokat és ki tudott kötni. Személyzetéből hárman veszítették életüket.

#### Lusitania-incidens

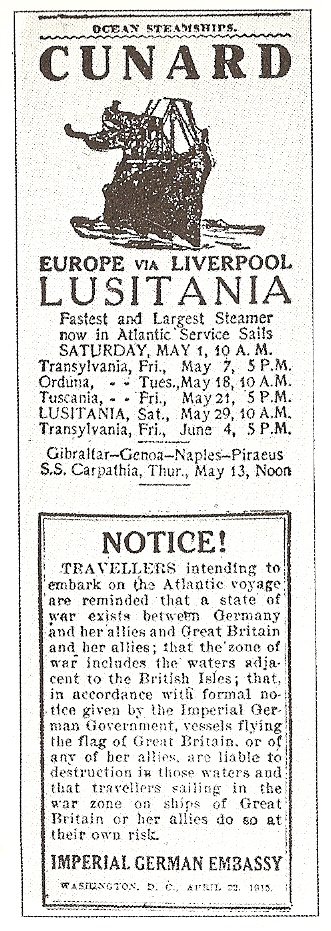
A német követség által feladott hirdetés, mely a Lusitania fedélzetén való utazás veszélyeire figyelmeztet

Az 1915-ös hadjárat legmeghatározóbb eseménye a Lusitania óceánjáró elsüllyesztése volt 1915. május 7-én. Az óceánjárót az U 20 jelű tengeralattjáró torpedózta meg 21 km távolságra az ír partoktól. A fedélzetén lévő 1959 emberből 1198 veszítette életét, közülük több mint százan voltak amerikai állampolgárok. Az eset hatalmas felháborodást keltett Nagy-Britanniában és az Egyesült Államokban is, sokan ismét utóbbi hadba lépését követelték. A fiatal német parancsnok, Walther Schwieger sorhajóhadnagy eljárása azonban teljesen jogszerű volt. A Lusitaniát ugyanis már a brit haditengerészet igényeinek megfelelően úgy tervezték, hogy fegyverzetet telepíthessenek rá, ennek megfelelően fel is vették a segédcirkálók (avagy a brit megjelölés szerint: „felfegyverzett kereskedelmi cirkálók”) listájára, és a megtorpedózásakor a kéményei is – polgári hajóknál szokatlan módon – szürke álcafestést viseltek. Emellett a brit admiralitás utasításainak megfelelően bevonták rajta a zászlókat a háborús övezet megközelítésekor, holott a nemzetközi jog szerint a polgári hajóknak egyértelműen jelezni kellett nemzetiségüket. A német nagykövetség az Egyesült Államokban 40 újságban, köztük New York számos lapjában hirdetést adott fel, melyben már április folyamán felhívták a figyelmet a Lusitanián való utazás veszélyeire. Az óceánjáró bizonyítottan nagy mennyiségű robbanóanyagot szállított, ami egyes feltevések szerint a túlélők által jelzett második, a torpedófej robbanásánál erősebb detonációt okozta, hozzájárulva az óceánjáró meglepően gyors, mindössze 18 perc alatti elsüllyedéséhez. Az esetnek a Thrasher-incidenshez hasonlóan a két angolszász állam többszörös jogsértése volt a hátterében.
A Nagy-Britannia körüli háborús övezet kihirdetésekor már Wilson figyelmeztette Németországot, hogy az Egyesült Államok szigorúan felelősségre fogja vonni Németországot a jogainak bárminemű megsértéséért. Ezt az amerikai elnök három jegyzékben is megerősítette (május 13., június 9. és július 21.).
Az első jegyzékben az amerikai állampolgárok azon jogára hívta fel a figyelmet, hogy kereskedelmi hajók fedélzetén utazhassanak és felszólította Németországot a kereskedelmi hajók elleni tengeralattjáró-háború beszüntetésére, függetlenül attól, hogy milyen zászló alatt haladnak.
A második jegyzékben visszautasította a németek azon érvelését, miszerint a britek blokádja törvénytelen és az ártatlan civil lakosság elleni kegyetlen és halálos támadás, valamint azt is, hogy a Lusitania lőszert szállított volna. William Jennings Bryan külügyminiszter az elnökének e második jegyzékét túlságosan provokatívnak érezte és miután nem tudott rajta módosítani, tiltakozásul lemondott.
A harmadik, július 21-ei jegyzék egy ultimátumot fogalmazott meg, miszerint az Egyesült Államok minden további kereskedelmi hajó elsüllyesztését „szándékosan barátságtalan” lépésnek tekint. Az amerikai társadalom nem támogatta a háborúban való részvételt, de a Lusitania elsüllyesztésének ilyen módon való diplomáciai kezelésével a kormányzat előkészítette az utat az ország hadba léptetéséhez.

#### Arabic-incidens
1915. augusztus 19-én az U 24 jelű tengeralattjáró elsüllyesztette az Egyesült Államokba tartó brit Arabic utasszállítót 50 km-re az ír partoktól. A 44 halálos áldozatból 3 amerikai állampolgár volt. Az eset hatására a kancellár augusztus 28-án új instrukciókkal láttatta el a tengeralattjárók parancsnokait, amik szerint csak akkor intézhetnek támadást utasszállító hajók ellen, ha előtte figyelmeztetést adtak le és elég időt hagytak az utasok és a személyzet számára a hajó elhagyására. Ezt a döntést közölték Washingtonnal is. A flotta főparancsnoksága számára azonban elfogadhatatlan fejlemény volt és emiatt a Nyílt-tengeri Flotta tengeralattjáró-flottilláit szeptember 18-án visszavonták a Brit-szigetektől nyugatra folytatott kereskedelmi háborúból.
Ezzel az első jelentős tengeralattjáró-hadjárat, melyet számos szakirodalom „korlátlan tengeralattjáró-háborúnak” nevez, véget ért. A fél évig tartó időszakban a bevetett 50-60 tengeralattjáró 350 kereskedelmi hajót süllyesztettek el 800 000 BRT hajótérrel, ami jóval meghaladta a február 22-ig elsüllyesztett 80 hajót (150 000 BRT), de a brit importot – részben a folyamatos korlátozásoknak köszönhetően – nem sikerült kellő mértékben meggyengíteniük.

#### Baralong-incidensek

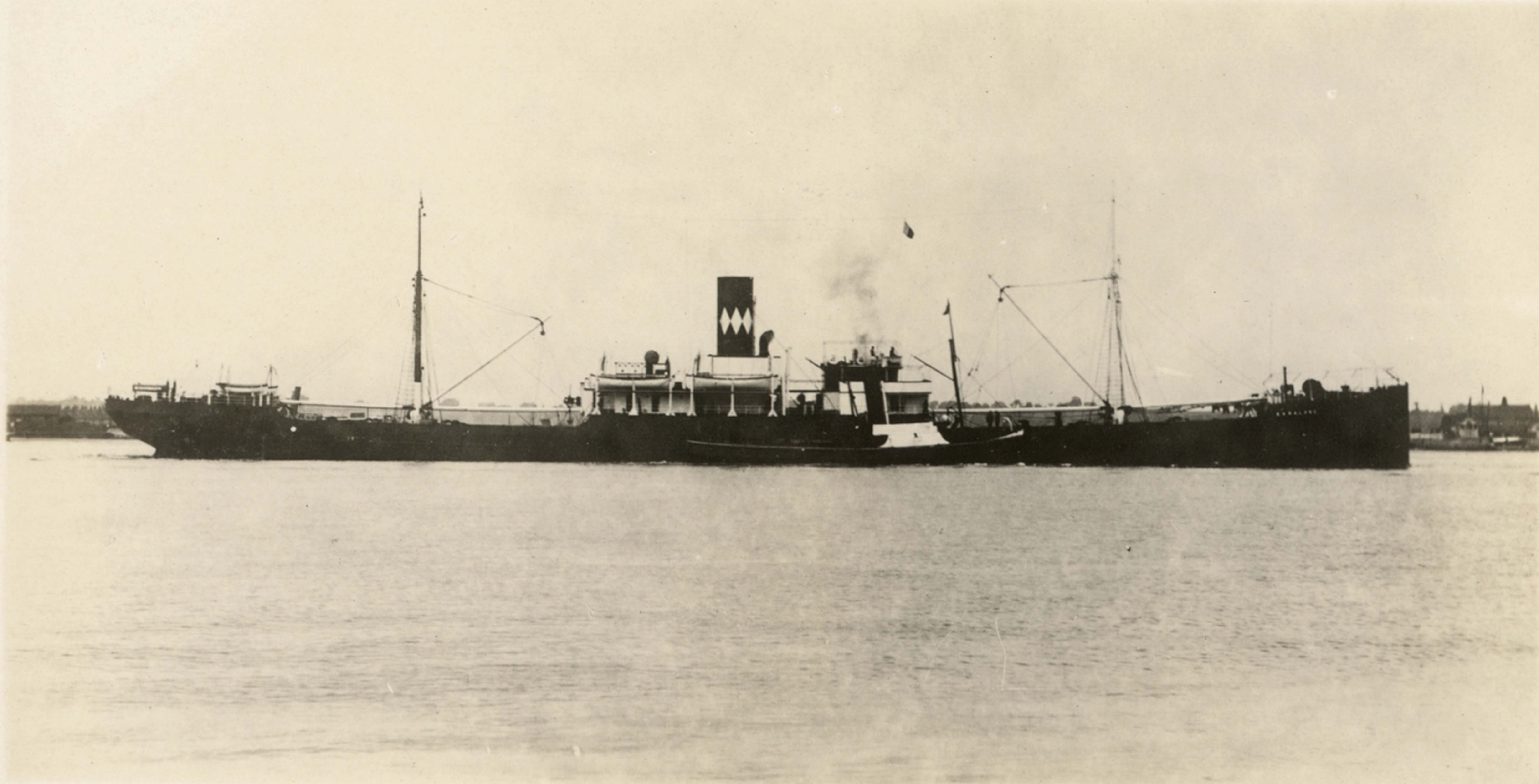
A Baralong Q-hajó

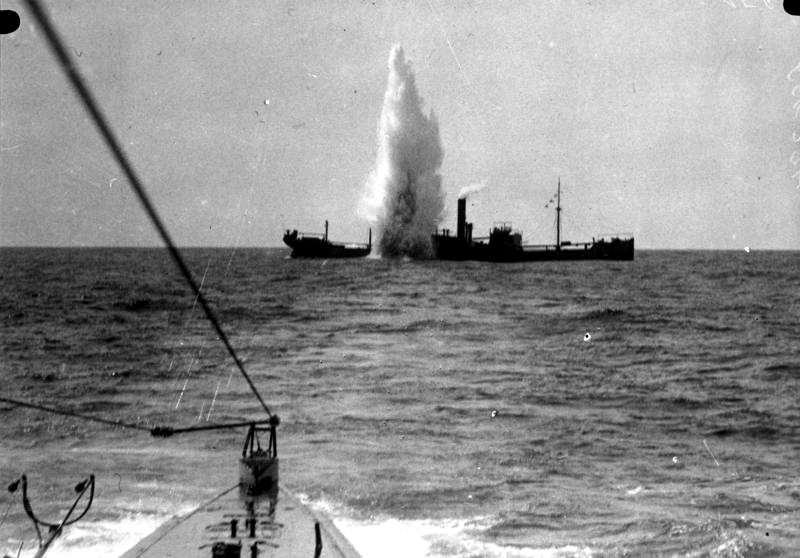
Az U 35 megtorpedózza a Maplewood brit teherszállító hajót (1917 április 7., Földközi-tenger)

A Lusitania elsüllyesztése után a britek számos kereskedelmi hajót tengeralattjáró-csapdává (ún. Q-hajókká) alakítottak át, melyeket rejtett könnyű lövegekkel szereltek fel és magukat semleges hajóknak tettetve várták, hogy a tengeralattjárók a felszínre emelkedve megsemmisítsék őket, majd a kedvező pillanatban hirtelen tüzet nyitva rájuk ártalmatlanná tegyék őket. E nemzetközi jogot sértő egységek közül a Baralong lett a leghíresebb (leghírhedtebb), mely 1915. augusztus 19-én az Arabic elsüllyesztése után pár órával az U 27 jelű tengeralattjárót cserkészte be. A legénysége súlyos háborús bűncselekményt követett el, mikor a hajótörötteit legyilkolta. Mivel épp egy amerikai hajó is a helyszínen volt, az esetnek számos szemtanúja volt, akik beszámolóit az Egyesült Államokba való visszatérésük után több lap is lehozta. A szemtanúk közül többen is azt állították, hogy a brit hajón még az amerikai zászló volt felvonva, mikor tűz alá vette a tengeralattjárót. Az esetből nagy diplomáciai összetűzés alakult ki Németország és Nagy-Britannia között.

### Köztes időszak
A tengeralattjáró-hadjárat 1915 szeptemberi leállítását követően az egységeket igyekeztek a felszíni flotta támogatására alkalmazni az Északi-tengeren, néhányukat pedig áthelyezték a Földközi-tengerre, ahol elhanyagolható volt a semleges hajóforgalom, így nem kellett diplomáciai bonyodalmaktól tartani. Emellett a gyenge elhárítás miatt rendszeresen a zsákmányjog szerint járhattak el és a legnagyobb sikereket is itt érték el. A hadihajók ellen azonban nem tudtak elérni jelentős sikereket a fő hadszíntérnek számító Északi-tengeren és a skagerraki csata napján az ellenséges támaszpontok előtt cirkáló tengeralattjárók sem jutottak aktív szerephez a flottavezetés nagy csalódására. A számuk azonban folyamatosan nőtt és a fegyvernem hívei folyamatosan a kereskedelmi háborúban való alkalmazásuk mellett érveltek. Alfred von Tirpitz tengernagy és Erich von Falkenhayn vezérkari főnök a korlátlan tengeralattjáró-háború megindítását szorgalmazták, de ezt nem sikerült elérniük Bethmann-Hollweg kancellár és Vilmos császár ellenállása miatt.
Az "Admiralstab" 1916. február 29-én fokozta a tengeralattjáró-háborút azzal a lépéssel, hogy engedélyezte a felfegyverzett kereskedelmi hajók figyelmeztetés nélküli elsüllyesztését (verschärfter U-Boot-Krieg – kiélezett tengeralattjáró-háború). Tirpitz tengernagy ezt túl kevésnek érezte és ezért 1916. március 17-én lemondott hivataláról.
1916. március 24-én a La Manche-on a francia Sussex komphajót ért támadásban a jármű megsérült és fedélzetén 50 fő életét veszítette. Habár amerikai polgárok nem voltak az áldozatok között, Wilson elnök megfenyegette Németországot, hogy megszakítja a diplomáciai kapcsolatot, amennyiben nem hagynak fel ezzel a gyakorlattal. Május 4-ei válaszában Németország – tartva az amerikai hadba lépéstől – ígéretet tett a tengeri hadviselési módjának megváltoztatására. A Sussex-ígéretként is ismert tájékoztatás szerint a német tengeralattjárók
- utasszállító hajók ellen nem indítanak támadást;
- kereskedelmi hajók ellen nem indítanak támadást, míg megállapíthatóvá nem válik van-e fegyverzetük, ehhez szükség esetén átvizsgálják a hajót;
- kereskedelmi hajókat nem süllyesztenek el az utasok és a személyzet előzetes biztonságba helyezése nélkül.

A kiélezett tengeralattjáró-háború ezzel két hónap után véget ért.

### A korlátlan tengeralattjáró-háború

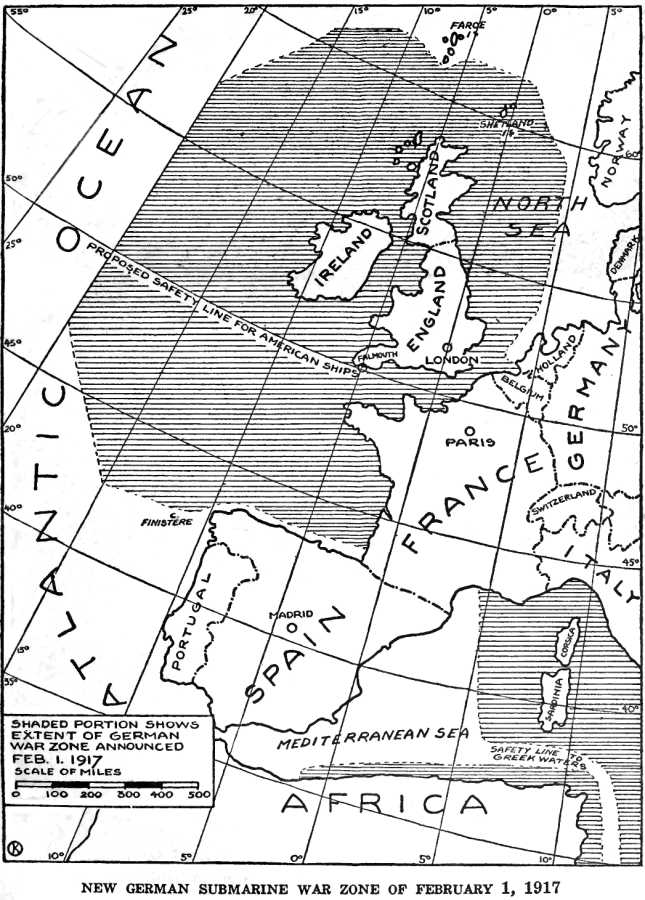
Az 1917 február 1-én megindított korlátlan tengeralattjáró-háború folytatására kijelölt területek

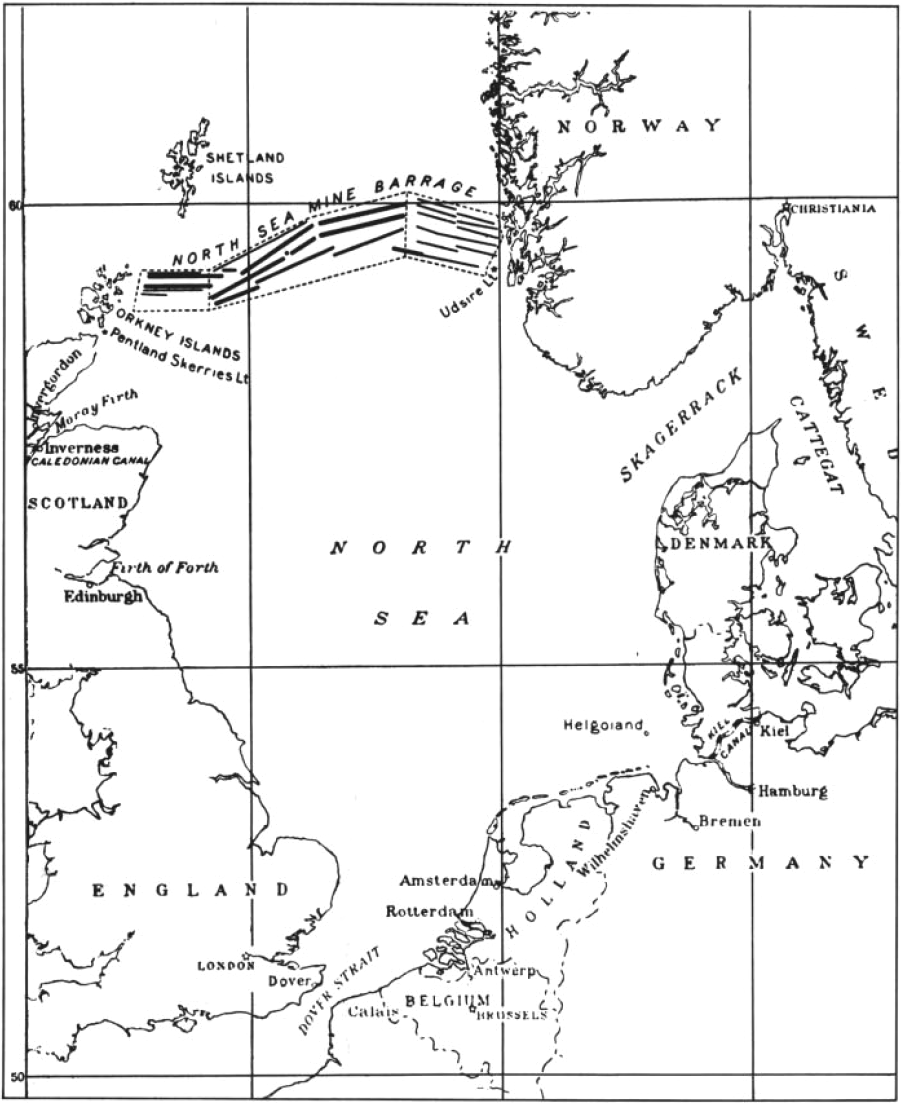
Az Északi-tengeren 1918-ban a tengeralattjárók feltartóztatására létesített aknazár

1916. december 22-én Henning von Holtzendorff tengernagy összeállított egy memorandumot, melyben a korlátlan tengeralattjáró-háború meghirdetése (általános olvasatban annak ismételt meghirdetése) mellett érvelt. A tengernagy egy bankár és gazdasági szakértő, bizonyos Dr. Richard Fuss 1916 februári tanulmányát felhasználva úgy érvelt, hogy havi 600 000 BRT elsüllyesztésével Nagy-Britannia nem fog elegendő mennyiségű hajótérrel rendelkezni és hat hónap után békekötésre fog kényszerülni, még mielőtt az ennek okán hadba lépő Egyesült Államok cselekedni tudna – és még az augusztusi aratás előtt, ami az előző évi gyenge termésből fakadó élelemhiányt a Brit-szigeteken is mérsékelni tudta volna. Holtzendorff a tervet kétkedve fogadó császárt azzal nyugtatta, hogy még ha a „szervezetlen és fegyelmezetlen” amerikaiak közbe is avatkoznának, ő tiszti szavát adja „Őfelségének, hogy egyetlen amerikai sem fogja a lábát a kontinensre tenni.”
1917. január 9-én a császár találkozott Bethmann-Hollweg kancellárral és a katonai vezetőkkel Plessben, hogy megbeszéljék Németország egyre súlyosabb helyzetének ellenszerét. A franciaországi hadjárat elakadása és a kedvezőtlen erőviszonyok (190 antant-hadosztály a 150 némettel szemben) ugyanis egy sikeres ellenséges offenzíva lehetőségét rejtették magukban, miközben a brit távoli blokád okozta éhínség már halálos áldozatokat követelt a hátországban. A katonai vezetők a császárnál a tengeralattjáró-flottának a Nagy-Britanniába tartó kereskedelmi hajózás elleni bevetését szorgalmazták. Hindenburg a császárnak a következőket tanácsolta: „A háborút be kell fejezni, bármilyen eszközzel amint csak lehetséges.” Január 31-én a császár végül aláírta a korlátlan tengeralattjáró-háború megindítását kiadó utasítást február 1-ei hatállyal. A lépést ellenző Bethmann-Hollweg ekkor megjegyezte: „Németországnak vége.”
Németország kérésére Ausztria-Magyarország is korlátlan tengeralattjáró-háborút hirdetett, bár jóval szerényebb erő állt rendelkezésére erre a célra. A megegyezés értelmében Németország tengeralattjárói a Földközi-tenger nyugati, a Monarchiáéi a keleti medencéjében tevékenykedtek.
Február 1-én Németország 105 bevetésre kész tengeralattjáróval rendelkezett. Ebből 46 volt a Nyílt-tengeri Flotta kötelékében, 23 Flandriában, 23 a Földközi-tengeren, 10 a Balti-tengeren és 3 Törökországban. Az építés alatt álló egységek révén biztosítottnak látták, hogy a veszteségek ellenére is 120 tengeralattjáró áll majd rendelkezésre folyamatosan az 1917-es év folyamán. A hadjárat kezdetben nagy sikereket hozott. Míg januárban csak 49 hajót süllyesztettek el, addig a hadjárat első hónapjaiban, februárban és márciusban már 105-öt illetve 147-et közel 500 000 BRT, áprilisban pedig 860 000 BRT hajótérrel. Ekkorra a brit gabonatartalékok már csak hat hétre elegendő mennyiségre csökkentek. Májusban az eredmény 600 000 BRT, júniusban 700 000 BRT felett volt. A német veszteségek a hadjárat elején ezzel szemben alacsonyak voltak, az első három hónapban mindössze csak kilenc tengeralattjáró veszett oda.
Február 3-án Wilson amerikai elnök az új német tengeralattjáró-hadjáratra reagálva minden diplomáciai kapcsolatot megszakított Németországgal. A hadüzenet felől azonban nem kérdezte meg a kongresszust azzal érvelve, hogy Németország nem követett még el „aktuális nyilvánvaló cselekedeteket” (actual overt acts), melyek katonai beavatkozást indokolhattak volna. A kellő ürügyet ehhez a Zimmermann-távirat okozta botrány szolgáltatta, ami után a kongresszus április 6-án megszavazta az Egyesült Államok Németországnak küldendő hadüzenetét.
A hadjáratban az év második felében fordulat állt be. Május-júniustól kezdődően már az Atlanti-óceánon közlekedő hajókat is konvojokba szervezték (hasonlóan a Norvégiába közlekedőkhöz), ami döntő fontosságúnak bizonyult. A továbbfejlesztett víz alatti lehallgatókészülékek (hidrofonok) és a hatékonyabb vízibombák valamint repülőgépek bevetésének révén az antant sikeresebben meg tudta védeni a kereskedelmi vonalait, amiket ekkor már amerikai hadihajók is kísértek. Az Atlanti-óceánra való kitörésüket megakadályozandó az amerikaiak 1918 elején hozzáláttak egy az Északi-tengert átszelő aknazár telepítésének is.
A korlátlan tengeralattjáró-háború a konfliktus végére elérte az Egyesült Államok keleti partvidékét is, mikor 1918 áprilisában nagy hatótávolságú egységek érkeztek ide. Két hullámban összesen hét tengeralattjáró került itt bevetésre júliusig. Az első hullám tevékenységét kísérte a nagyobb siker, mivel a megjelenése teljesen váratlanul érte az amerikaiakat. Más nagy hatótávolságú tengeralattjárók az Azori-szigeteknél és Afrika észak-nyugati partjainál tevékenykedtek.
A hadjárat alatt sor került egy háborús bűncselekményre egy kanadai kórházhajó, a Llandovery Castle elsüllyesztésekor 1918. június 27-én. A Halifaxból Liverpoolba tartó hajót az Ír-szigettől nyugatra észlelte Helmut Patzig, az U 86 parancsnoka és feltételezte róla, hogy hadianyagot szállít, ezért figyelmeztetés nélkül megtorpedózta 215 km-re a partoktól. A hajó tíz percen belül elsüllyedt. A hajótöröttek kikérdezése nem igazolta a gyanúját a hajó katonai jellegét illetően. Ezután elhagyta a helyszínt, de hamarosan visszatért abból a megfontolásból, hogy tettének túlélőivel végezzen és harmadmagával kézifegyverekből tüzet nyitott rájuk és ehhez két mentőcsónakot is elsüllyesztettek. Utólag a hajónaplót is úgy hamisította meg, hogy a tengeralattjárójának útvonala távol essen a helyszíntől. (Ezt azért is tette, mert a támadást a korlátlan tengeralattjáró-háború számára hivatalosan kijelölt területen kívül hajtotta végre, így felsőbb utasításokat is megszegett.) A sötétben sodródó egyik csónaknak 24 emberrel sikerült megmenekülnie. 234 fő, jó részük egészségügyi dolgozó életét veszítette a hajó elsüllyedésekor és az azt követő mészárlásban. Az egyedi esetnek számító háborús bűncselekményért az igazságszolgáltatás elől elmenekülő Patzigot nem vonták felelősségre.
A tengeralattjárók által elért eredmények az 1917-es év második felétől csökkenni kezdtek és ezután már nem érték el az 500 000 BRT hajóteret egyik hónapban sem, miközben a saját veszteségeik egyre nőttek, havi 5-10 egységre. Az antant pótolni tudta a kiesett hajóteret és nyilvánvalóvá vált, hogy a hadjárat nem járt sikerrel.
Míg 1917 év végéig 6 141 000 BRT ellenséges (és 1 127 000 BRT semleges) hajóteret, addig 1918-ban már csak 2 750 000 BRT ellenséges hajóteret süllyesztettek el. Így 1918-ban átlagosan havi kb. 300 000 BRT hajóteret sikerült már csak elsüllyeszteni, ami a fele volt az előirányzott mennyiségnek. Míg a háború előző részében 48 tengeralattjáró veszett el, addig 1917 végére már további 61, 1918-ban pedig 69.
1918. október 21-én Németország felhagyott a korlátlan tengeralattjáró-háborúval az Egyesült Államokkal folytatott jegyzékváltást követően, Wilson elnök 14 pontot tartalmazó beszédét szem előtt tartva.

## Második világháború
A második világháborúban a korlátlan tengeralattjáró-háború eszközével Japánt leszámítva az összes fő hadviselő fél élt kisebb-nagyobb mértékben. Az eljárás ebben a konfliktusban nem kavart olyan jelentős diplomáciai bonyodalmakat mint az első világháborúban, de a semlegesség látszatát már kevésbé megőrizni igyekvő Egyesült Államok de facto hadbalépését vonta magával 1941 nyarán.

### A tengelyhatalmak korlátlan tengeralattjáró-háborúja
1939. szeptember 3-án Nagy-Britannia és Franciaország hadat üzentek Németországnak a lengyelországi agressziója miatt, majd másnap bejelentették a tengeri blokád alá vételét. Válaszul a németek is blokádot hirdettek, de Hitler utasításának megfelelően a tengeralattjárók csak a zsákmányjog szerint előírtaknak megfelelően léphettek fel. Az 57 szolgálatban lévő német tengeralattjáró nagyobb része azonban nem volt alkalmas hosszabb, Atlanti-óceánon való bevetésre.
Annak ellenére, hogy az érvényben lévő parancsok tiltották az utasszállítók elleni támadásokat, néhány órával a brit hadüzenet után az U 30 megtorpedózta a Glasgow-ból Kanadába tartó Athenia óceánjárót. A parancsnoka azzal magyarázta tettét, hogy az elsötétített, cikk-cakkban haladó hajót csapatszállítónak vélte. Az eset világszerte azt a benyomást keltette, hogy a németek ismét korlátlan tengeralattjáró-háborúba kezdtek.

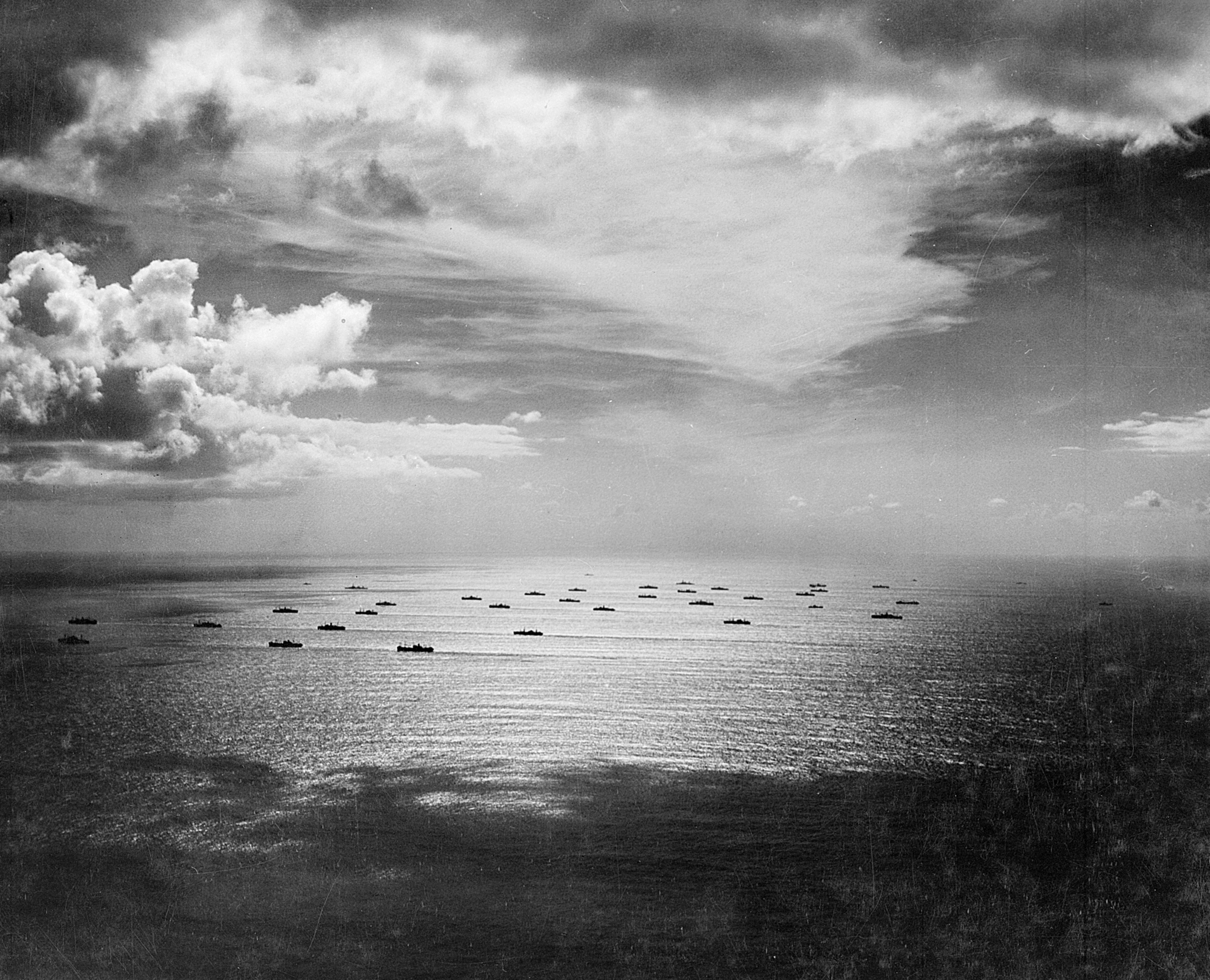
Egy az Egyesült Államokból Marokkóba tartó konvoj (1942. november)

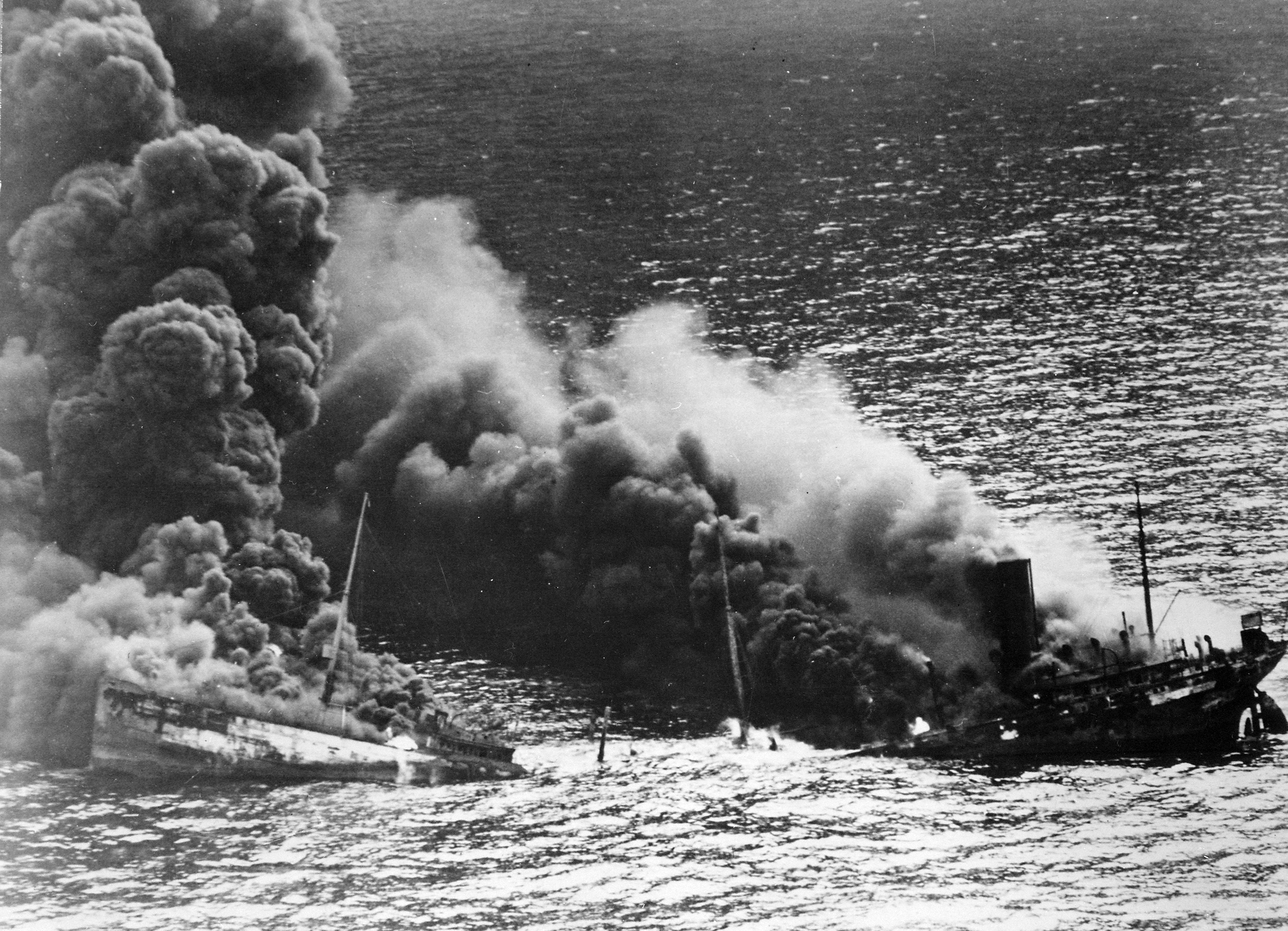
A torpedótalálatot szenvedett Dixie Arrow tartályhajó süllyedőben az Atlanti-óceánon (1942. március 26.)

Szeptember 22-én a Seekriegsleitung (a német flotta főparancsnoksága) a megállásra felszólított, de ennek nem engedelmeskedő vagy rádióüzeneteket küldeni próbáló – ezáltal a nemzetközi törvényeket megsértő – kereskedelmi hajók kivétel nélküli elfogását vagy elsüllyesztését adta utasításba. Egy héttel később egy újabb parancs az elsötétítve haladó hajók figyelmeztetés nélküli elsüllyesztését írta elő. A parancsnoknak az ilyen támadásokat a hajónaplóban „hadihajóval vagy segédcirkálóval való lehetséges összetévesztésként” kellett feljegyezniük.
A novemberben kiadott 154. számú állandó érvényű utasításban ez állt: 
„Ne mentsenek ki és ne vegyenek a fedélzetre embereket […] Az időjárási körülmények és a szárazföldtől való távolság nem számítanak […] Csak a saját hajóval törődjenek és igyekezzenek minél előbb elérni a következő sikert! Keménynek kell lennünk ebben a háborúban. Az ellenség azért indította ezt a háborút, hogy megsemmisítsen minket, nem másról van itt szó.”
Ezekkel az intézkedésekkel 1939 novemberétől Németország gyakorlatilag korlátlan tengeralattjáró-háborút folytatott, bár a zsákmányjog betartására kiadott parancsot csak decemberben vonták vissza.
1940. augusztus 17-én, Franciaország megszállását követően Hitler a Brit-szigetek teljes blokádját jelentette be és szeptemberben megjelent az első Farkasfalka-taktika szerint (Rudeltaktik) fellépő német tengeralattjáró-flottilla az Atlanti-óceánon. A német tengeralattjárók, melyeket a Franciaországba telepített 27 olasz egység is támogatott, kezdetben nagy sikereket értek el. 1941 októberében 50 német tengeralattjárót vezényeltek át a Földközi-tengerre, hogy ott tevékenykedve segítsék ki olasz szövetségesüket és támogassák az afrikai harcokat.

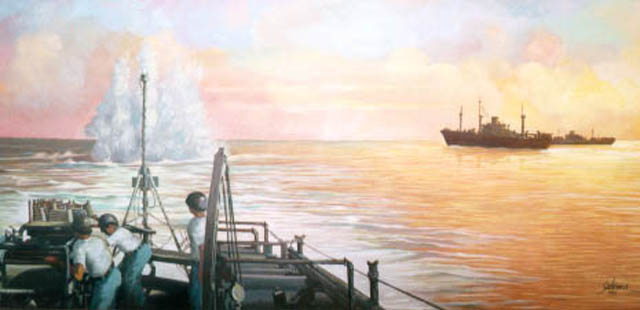
Egy brazil hadihajó mélységi bombákat szór a tengerbe Brazília partjainál (festmény)

1941 nyarától a britek a konvojokat már az egész transzatlanti útjuk során védelemmel látták el, ami jóval nehezebbé tette a műveleteket. A briteket gazdaságilag segítő Egyesült Államok is szerepet vállalt a konvojok védelmében és az év nyarában többször is harcérintkezésbe kerültek német tengeralattjárókkal, melyek ekkor felsőbb utasításra kerülték velük az összecsapást. Az Egyesült Államoknak küldött német hadüzenet után a tengeralattjárók megjelentek az amerikai partoknál is (Dobpergés hadművelet), ahol hasonlóan az első világháborús itteni bevetésükhöz eleinte figyelemre méltó sikereket értek el, míg a parti őrséget az igényeknek megfelelően meg nem erősítették.
A britek számos technikai újítás (radar- és szonár-technológia fejlesztése, német rejtjelkulcsok feltörése) révén jelentős előnyre tettek szert a küzdelemben. 1942 első felében még csak 21 tengeralattjáró veszett oda, ezzel nem egész egy jutott minden 40 elsüllyesztett kereskedelmi hajóra. Augusztus-szeptemberben már 60 tengeralattjáró semmisült meg, ami már egy elvesztését jelentette minden 10 elsüllyesztett kereskedelmi hajó után.

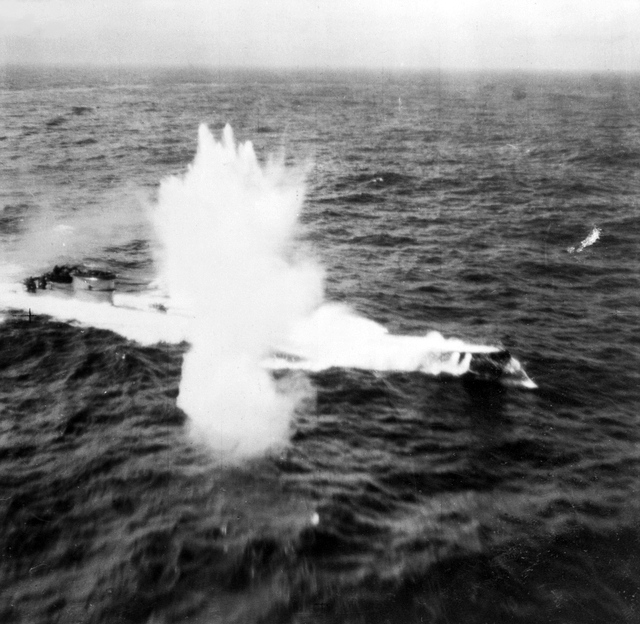
Brit repülőgépek megsemmisítik az Indiai-óceán felé tartó U 200-at

A német és olasz tengeralattjárók dél-atlanti vizeken való megjelenését követően, 1941 folyamán a brazil kormány engedélyezte az amerikaiaknak, hogy a haditengerészeti egységei a brazil partok mentén járőrözhessenek. Ezután a tengelyhatalmak ellenségként tekintettek a brazil hajókra és támadás alá vették őket. Brazília emiatt 1942. augusztus 22-én belépett a háborúba a szövetségesek oldalán. 1943 nyarától a német tengeralattjárók egy kisebb részét az ún. Monszun csoportot a Távol-Keletre helyezték át, ahol Japán által megszállt kikötők szolgáltak számukra támaszpontul az Indiai-óceánon és az Arab-tengeren való tevékenységhez.
1942 őszén a tragikus Laconia-incidens tovább szigorította a német korlátlan tengeralattjáró-háború kivitelezési módját. Szeptember 12-én az Atlanti-óceánon délnek, Fokváros felé tartó falka egyik tengeralattjárója, az U 156 megtorpedózta a segédcirkálóként lajstromba vett, egyedül közlekedő Laconia utasszállítót. Az ekkor csapatszállítóként alkalmazott hajón párszáz brit és lengyel katona, 300 utas valamint 1809 olasz hadifogoly volt elhelyezve. A nagy számú hajótöröttről, köztük a sok olaszról, a németek akkor vettek tudomást, mikor a tiszteket fel akarták venni. Werner Hartenstein sorhajóhadnagy, a tengeralattjáró parancsnoka azonnal a hajótöröttek kimentéséhez látott. A mentéshez Karl Dönitz, a tengeralattjáró fegyvernem parancsnoka a falka több tengeralattjáróját a helyszínre küldte és egy olasz tengeralattjáró is csatlakozott hozzájuk. Hartenstein nyílt rádióüzenetben kért segítséget bármiféle közelben lévő hajótól. A Szent Ilona-szigetről a segélykérés vétele után felderítésre kiküldött amerikai repülőgépek azonban azt a parancsot kapták, hogy semmisítsék meg a tengeralattjárókat. Az első ilyen támadás során egy bomba az egyik vontatott mentőcsónakot találta telibe, végezve több száz hajótöröttel. Az alámerülve menekülni igyekvő tengeralattjárókban csak kisebb károk keletkeztek és a csónakokat hátrahagyva folytatták útjukat. A hátrahagyottakat a Vichy-Franciaországhoz tartozó hajók mentették ki utólag.
Az eset után adta ki Dönitz a Laconia-parancs néven elhíresült utasítását, mely a következőket tartalmazta:
1. Az elsüllyesztett hajókhoz tartozók kimentésére tett bármiféle próbálkozást, így a vízben úszok kihalászását és mentőcsónakokba való elhelyezését, felborult mentőcsónakok visszafordítását, élelmiszer és víz átadását is kerülni kell. A mentés ellentmond az ellenséges hajók és személyzetük megsemmisítését célzó hadviselés legalapvetőbb követelményeinek.
2. A hajóskapitányok és vezető mérnökök kimentésére vonatkozó parancsok érvényben maradnak.
3. A hajótörötteket csak abban az esetben szabad kimenteni, amennyiben a tengeralattjáró számára hasznos információkkal rendelkezhetnek.
4. Keménynek kell lenni. Arra kell gondolni, hogy az ellenség sincs tekintettel a német asszonyokra és gyermekekre a német városok elleni bombatámadásai során.

1943 tavasza viszonylag jó eredményeket hozott a németek számára, de a május olyannyira katasztrofálisra sikeredett 43 tengeralattjáró elvesztésével, hogy Dönitz visszahívta őket az Atlanti-óceánról. Meglátása szerint ekkor veszítették el az atlanti csatát. Őszre az angolszász hatalmak megoldották a konvojok repülőgépekkel való biztosítását is az út teljes egészében – beleértve a korábban lefedetlen közép-atlanti térséget – nagy hatótávolságú bombázók és kísérő repülőgép-hordozók bevetésével. 1943-ban a németek ennek következtében már összesen 258 tengeralattjárót veszítettek. Az egyre kisebb eredményeik ellenében az angolszászok egyre fokozni tudták a szállítóhajók gyártási ütemét, így Dönitz azon célja, hogy gyorsabb ütemben süllyessze el őket mint ahogy a pótlásuk megoldható, elérhetetlenné vált.
A háború hat éve alatt a német tengeralattjárók az első hónapokat leszámítva a korlátlan tengeralattjáró-háborúnak megfelelően folytatták a harcukat és ennek során 3500 kereskedelmi hajót (1 450 000 BRT) és 175 hadihajót süllyesztettek el, melyek fedélzetéről 72 200 fő veszítette életét. A németek 783 tengeralattjárót veszítettek el 30 000 főnyi legénységgel.

### Nagy Britannia korlátlan tengeralattjáró-háborúja

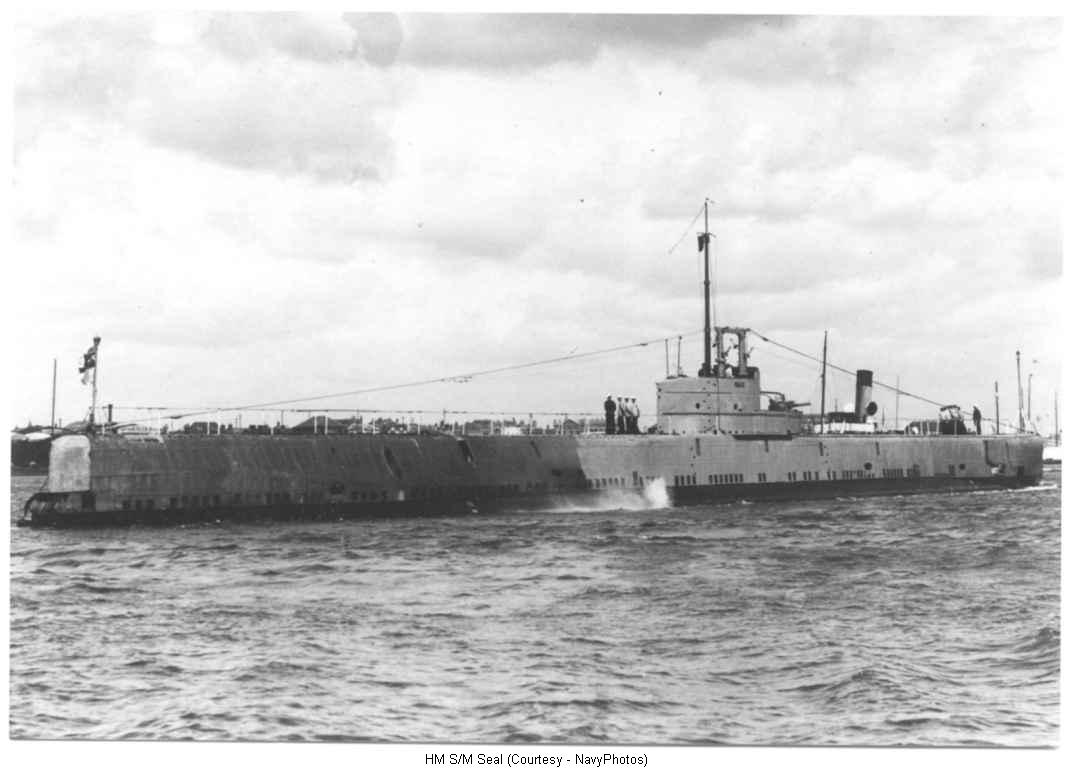
A norvég hadjárat során elfogott brit Seal tengeralattjáró

Nagy Britannia a Norvégia megszállását célzó Weserübung hadművelet megindítása után, 1940. április 10-én indított korlátlan tengeralattjáró háborút a Skagerrak vizein 17 tengeralattjáró bevetésével. (Ezt megelőzően a brit tengeralattjárók már rendszeresen megsértették a norvég felségvizeket.) A bevetési területet azért itt szabták meg, mert a Luftwaffe fölénye miatt itt nem vethettek be felszíni hajókat. A német invázióban részt vevő flottából két hadihajót és pár szállítóhajót sikerült elsüllyeszteniük öt saját elvesztése mellett. A sikertelenségük fő oka a rossz látási viszonyok mellett a német szárazföldi telepítésű rádiólokátorainak felderítő tevékenysége volt, melyek előre tudták jelezni az ellenséges hadihajók jelenlétét a hajók felé.
1940. július 18-án a britek az olasz partok mentén 30 tmf (48 km) széles sávban engedélyezték a korlátlan tengeralattjáró háború vívását, hogy így nagyobb hatékonysággal akadályozhassák a líbiai csapatok utánpótlását.

### A Szovjetunió korlátlan tengeralattjáró-háborúja

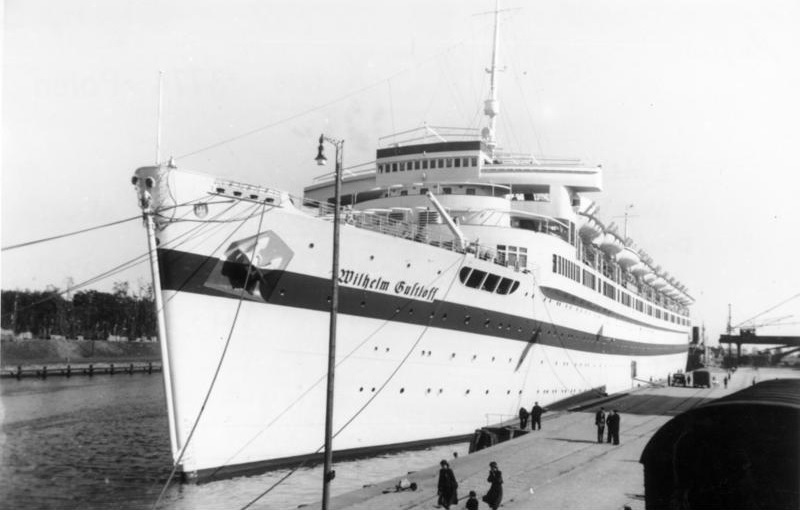
A Wilhelm Gustloff kórházhajóként Danzig kikötőjében 1939 őszén

A Szovjetunió a Balti-tengeren 1942 nyarán indított korlátlan tengeralattjáró-háborút főként a Svédországból Németországba tartó vasércszállítmányok akadályozására és nagy veszteségek (10 egység) árán az év végéig 18 kereskedelmi hajót süllyesztett el mintegy 38 000 BRT hajótérrel, köztük több svéd hajót is. Ezen felül megrongáltak tizet és négyet az általuk telepített aknák süllyesztettek el. A fenyegetésre reagálva a finnek és a németek 1943 elején aknazárral és hálókkal lezárták a Finn-öböl bejáratát, hogy onnan ne tudjanak kitörni. Ez olyan hatékonyan működött, hogy az első öt áttörni próbáló szovjet tengeralattjáróból négy odaveszett és ezután az áttöréssel ebben az évben nem is próbálkoztak.
1944. szeptember 9-én Finnország háborúval való kilépésével új helyzet állt elő. A békekötés értelmében a szovjet tengeralattjárók használhattak egyes finn támaszpontokat, így a korábbi tengerzár elveszítette jelentőségét. Az év során csak egy szovjet egység veszett oda, miközben a hét német és svéd kereskedelmi hajót és egy-egy csapatszállítót süllyesztettek el mintegy 31 000 BRT hajótérrel, valamint néhány kisebb halászhajót is, egy részüket ágyútűzzel. A szovjet tengeralattjárók áldozatául esett egy svéd utasszállító, a Hansa is.
1945-ben 20 szovjet tengeralattjáró került bevetésre a Balti-tengeren és egyre agresszívebben folytatták harcukat. Leghírhedtebb akcióik a Hannibal hadműveletben részt vevő utasszállítók/csapatszállítók elleni támadások voltak. A Wilhelm Gustloff (25 484 BRT) január 30-ai S-13 általi elsüllyesztése mintegy 9400 halálos áldozattal járt, főként a balti térségből menekülő polgári lakosok vesztek oda. Ez az eset számít a legtöbb emberi életet követelő tengeri katasztrófának. Szintén súlyos emberáldozattal járt a Steuben (3600) és a Goya (7000) elsüllyesztése is a következő hónapokban. 1945-ben a szovjet tengeralattjárók egy egység elvesztése mellett 13 csapatszállítót süllyesztettek el közel 60 000 BRT hajótérrel. Néhány svéd és dán hajó szintén elsüllyedt vagy megsérült ebben az időszakban.

### Az Egyesült Államok korlátlan tengeralattjáró-háborúja

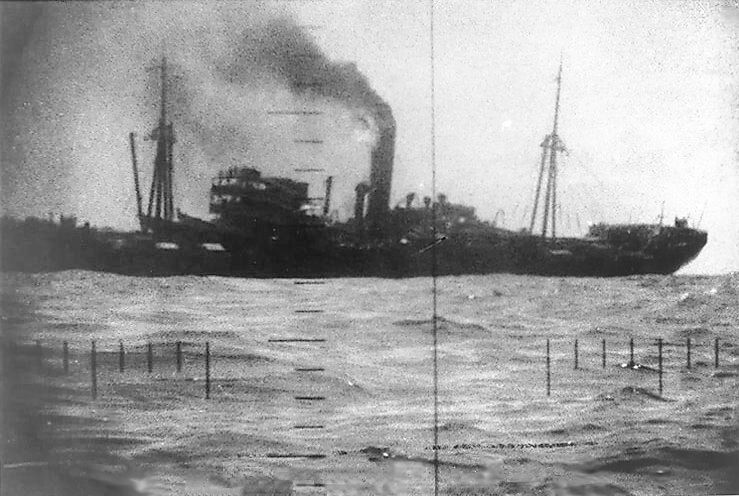
A japán Buyo Maru japán teherhajó süllyedőben a Wahoo amerikai tengeralattjáró torpedótalálatát követően Új-Guinea közelében (1943. január 26.)

A Pearl Harbor elleni támadás után az Egyesült Államok – Japánhoz hasonlóan – felhagyott a Mahan által felvázolt, csatahajókkal vívandó döntő csata keresésével, de ezzel együtt az általa aláírt londoni tengerészeti egyezmények betartásával valamint az általa oly sokáig hangoztatott tengerek szabadságának védelmével is és a haditengerészet vezérkari főnöke a „Japán elleni korlátlan légi és tengeralattjáró-háború folytatását” adta parancsba 1941. december 7-én délután, mindössze hat órával a japán támadást követően. Ez a parancs felhatalmazást adott a Csendes-óceánon állomásozó amerikai tengeralattjáróknak arra, hogy minden japán zászló alatti hadi, kereskedelmi avagy polgári hajót figyelmeztetés nélkül megtámadjanak és elsüllyesszenek. Thomas C. Hart, az USA Ázsiai Flottájának parancsnoka saját kezdeményezésére ugyanezt a parancsot már manilai idő szerint 03:45-kor (hawaaii-i idő szerint 09:15, washingtoni idő szerint 14:45-kor) kiadta, mivel tudomása volt arról, hogy a haditengerészet hadműveleti főnökének, Harold Rainsford Starknak is ez állt a szándékában.
1943-tól a szövetséges tengeralattjárók egyre hatékonyabban támadták a japán hajókat. A háború végére a japán kereskedelmi flotta hajótere kevesebb mint a negyede volt az 1941 decemberinek. Az amerikai tengeralattjárók összesen 1300 japán kereskedelmi hajót és mintegy 200 hadihajót süllyesztettek el, előbbi szám az összes elsüllyesztett japán kereskedelmi hajó 55%-ának felel meg. Habár nagy szükség volt a tengeri útvonalak biztosítására a szigetország számára, a japánoknak nem sikerült egy a konvojok biztosítása számára költséghatékony rombolókíséretet kidolgozniuk, miközben az ipari lehetőségei sem voltak meg az elveszített erős fegyverzetű rombolóinak, sem a gyengén védett kereskedelmi hajóinak a pótlására.
Egy japán beszámoló szerint a háborúban 15 518 japán polgári hajó veszett oda. Az amerikai Közös Szárazföldi-Haditengerészeti Értékelési Bizottság (Joint Army-Navy Assessment Committee; JANAC) jelentése szerint 2117 japán kereskedelmi hajó összesen 7 913 858 BRT hajótérrel és 611 japán hadihajó 1 822 210 BRT hajótérrel süllyedt el. A Japán kereskedelmében okozott nagy veszteségen túl nagyszámú csapatszállítót is elsüllyesztettek. A szövetséges tengeralattjárók mintegy 35 alkalommal süllyesztettek el csapatszállítókat több mint 1000 halálos áldozattal. A tengeralattjáró-támadástól való félelem jelentősen csökkentette a japán hadsereg csapatáthelyezési képességeit. A szövetséges tengeralattjárók számos hadifoglyot vagy munkára kötelezett indonéz lakost (romusát) szállító japán hajót is elsüllyesztettek. A becslések szerint 10.800 szövetséges hadifogoly veszítette életét a tengeren, többségük tengeralattjáró-támadás következtében. Donald L. Miller történész becslése szerint a tengeren életüket vesztett hadifoglyok száma kétszer ekkora, „nagyjából 21.000 szövetséges hadifogoly halt meg a tengeren, közülük 19.000 esett baráti tűz áldozatául."
A szövetségesek csendes-óceáni tevékenységéről úgy tartják, hogy enyhítő körülmény volt a nürnbergi per során a Karl Dönitz főtengernagy ellen hozott ítéletben, akit hasonló döntések meghozatalával vádoltak az atlanti csata hadműveleteihez kapcsolódóan, miután Chester Nimitz tengernagy úgy nyilatkozott Dönitz védelmében, hogy az ő egységei sem jártak el különb módon. A Nemzetközi Katonai Törvényszék hivatalos ítélete a nyilatkozatot a Dönitz ügyében hozott ítélet egyik indokaként említette, miszerint „a tengeralattjáró-hadviselés nemzetközi törvényeinek megsértése alapján nem került értékelésre.”

## Függelék
Az alábbi idézetek a központi hatalmak két meghatározó államának az 1917. január 31-ikei deklarációját tartalmazzák a korlátlan tengeralattjáró-háborút illetően, ahogyan azt a sajtóban aznap leközölték.

### A korlátlan tengeralattjáró-háború kihirdetése Németország által
„A korlátlan tengeralattjáró-háború kihirdetése
Az Anglia és Franciaország körüli tenger és a Földközi-tenger nagyobb része tiltott zónává hirdettetik
 – A birodalmi kancellár beszéde (Német jegyzék az Egyesült Államoknak) 
Berlin, január 31.

A Reichstag főbizottságának mai ülésén Dr. v. Bethmann Hollweg a következők ismertetéséhez kért szót:
December 12-én azokat a megfontolásokat ismertettem, melyek a békeajánlatunkhoz vezettek. Az ellenségeink válasza kerek perec úgy hangzott, hogy a békéről velünk folytatandó tárgyalást elutasítják, hogy csak egy békéről akarnak tudni, arról, amelyiket ők diktálják. Ezzel az egész világ előtt nyilvánvalóvá vált a háború folytatásáért való felelősség kérdése. A felelősség egyedül az ellenségeinket terheli. Ugyanilyen biztos a mi feladatunk. Az ellenség feltételeiről nem tudunk tárgyalni. Csak egy fejbe vert nép fogadhatja el azokat. Harcolni kell tehát.
Wilson elnök kongresszusnak küldött üzenete mutatja azon komoly kívánságát, hogy a világbékét ismét helyreállítsák. Az általa megfogalmazott maximák közül sok egybe esik a mi céljainkkal. A tengerek szabadsága, a balance of power rendszerének megszüntetése, mely folyton új bonyodalmakat kell keltsen. A nemzetek egyenjogúsága, a nyitott kapuk elve. Mik azonban az Antant békefeltételei? Németország védelmi erejét meg kell semmisíteni. Elzász-Lotharingiát és a keleti őrvidékeket [tartományokat] el kell veszítenünk, a Dunai Monarchiát fel kell bomlasztani, Bulgária nemzeti egységét meg kell hazudtolni, Törökország ki kell szorítani Európából és Ázsiában szét kell verni. Az ellenségeink pusztító szándékait nem lehet jobban kifejezésre juttatni.
A végsőkig való harcra hívtak ki minket. Elfogadjuk a kihívást. Mindent bevetünk és győzni fogunk. A dolgok ilyen alakulása révén a tengeralattjáró-háború folytatásának módjáról való döntés az utolsó és akut stádiumába lett kényszerítve.
A tengeralattjáró-háború kérdése, ahogy az Urak is emlékezhetnek rá, háromszor foglalkoztatott minket ebben a bizottságban: az előző év márciusában, májusában és szeptemberében. Minden alkalommal behatóan előadtam az Uraknak, a kérdés pro és kontráját. Nyomatékosan utaltam arra, hogy minden esetben pro tempore beszéltem, nem pedig alapvető híveként vagy ellenségeként beszéltem a tengeralattjáró-háború alkalmazásáról, hanem a katonai, politikai és gazdasági helyzet összességének megfontolásai alapján, mindig a kérdés vizsgálatából kiindulva: Elhozza-e nekünk a korlátlan tengeralattjáró-háború a győzedelmes békét avagy sem? "Minden eszköz – mondtam én márciusban –, ami a háború lerövidítésére alkalmas, a leghumánusabb." "A legkíméletlenebb eszközt is, ami számunkra a győzelmet, a gyors győzelmet hozza – mondtam akkor –, alkalmazni kell."
A birodalmi kancellár ezután tovább kifejtette, az előző év márciusában és májusában ő miért ellenezte a korlátlan tengeralattjáró-háborút és a kérdés szeptemberben is miért nem volt elbírálható a politikai és a katonai vezetés egybehangzó megítélése szerint. "Amint a Hadsereg Főparancsnokságával arra a meggyőződésre jutok, hogy a kíméletlen tengeralattjáró-háború közelebb hozza számunkra a győzedelmes békét, akkor a tengeralattjáró-háborút meg kell valósítani." "Ez az időpont," folytatta, "most következett el. Előző ősszel az idő még nem érett meg, de ma eljött a pillanat, mikor a siker legnagyobb kilátásával megpróbálkozhatunk a hadművelettel. Egy későbbi pillanatra azonban nem várhatunk." Mi változott? Elsőként a legfontosabb. A tengeralattjárók száma az előző évihez képest nagyon jelentősen növekedett. Ezzel a siker egyik szilárd alapja teremtetett meg.
Majd a második meghatározó pont: a világszintű rossz gabonatermés. Ez már most komoly nehézségek elé állítja Angliát, Franciaországot és Olaszországot. Megvan az a szilárd reményünk, hogy ezeket a nehézségeket a korlátlan tengeralattjáró-háborúval az elviselhetetlenségig fokozzuk. A háborúban a szén kérdése is létfontosságú kérdés. Már most, mint tudják, kritikus e helyzet Franciaországban és Olaszországban. A tengeralattjáróink még kritikusabbá fogják ezt tenni. Ehhez jön még névszerűen Anglia számára az ércbehozatal a lőszergyártás számára tágabb értelemben és a fabehozatal a szénbányászat számára. Az ellenségeink nehézségeit még tovább fokozza e területeken a hajótérszükséglet. Itt az idő és a tengeralattjárók cirkálóháborúja előkészítette a döntő csapást. A hajótér hiányát az antant minden porcikája megszenvedi. Ez nem kevésbé érvényes Olaszországra és Franciaországra, mint Angliára. Ahogy a korlátlan tengeralattjáró-háború pozitív hatásait most sokkal magasabbra becsülhetjük, mint előző tavasszal, úgy azok a veszélyek, melyek a tengeralattjáró-háború folytatásából eredeztethetőek, azóta csökkentek."
A birodalmi kancellár ezután taglalta az általános politikai helyzetet. Majd így folytatta: "Hindenburg tábornagy pár nappal ezelőtt a következőképpen vázolta előttem a helyzetet: A frontunk minden oldalon szilárdan áll. Mindenhol megvannak a kellő tartalékaink. A csapatok hangulata jó és bizakodó. A katonai helyzet megengedi, hogy az összes következményt magunkra vállaljuk, amit a korlátlan tengeralattjáró-háború magával vonna. Mivel ez a tengeralattjáró-háború minden körülmények között eszköz arra, hogy az ellenségeinknek a legnagyobb károkat okozzuk, meg kell kezdődjön. A haditengerészet parancsnokságának és a Nyílt-tengeri Flottának van egy szilárd meggyőződése, mely meggyőződés gyakorlati támasza a tengeralattjárókkal folytatott cirkálóháború azon tapasztalatain nyugszik, miszerint Anglia ezen fegyver révén békére bírható. A szövetségeseink egyetértenek a meglátásainkkal.  Ausztria-Magyarország a gyakorlatban is csatlakozik az eljárásunkhoz. Ugyanúgy, ahogy mi Anglia körül és Franciaország nyugati partvonala mentén tiltott zónát állítunk fel, melyben mindennemű az ellenséges országba irányuló hajóforgalmat meggátolandónak tekintünk, Ausztria-Magyarország is tiltott zónát jelöl ki Olaszország körül. A tiltott zónán kívül minden semleges országnak szabad út van hagyva az egymás közötti kereskedelemre. Amerikának ugyanúgy felkínáljuk, mint ahogy már 1915-ben is tettük, a meghatározott angol kikötőkbe irányuló, meghatározott modalitások mellett biztosított személyforgalom lehetőségét."
Ezután a birodalmi kancellár felolvasta az Egyesült Államoknak szánt jegyzéket és közölte, hogy ennek megfelelő tartalmú jegyzékeket intéztek a többi semleges ország felé is.
A birodalmi kancellár a következő szavakkal zárta beszédét: "Senki közülünk nem fogja a lépésünk komolyságát látva behunyni a szemét. Azt, hogy az életünkről van szó, 1914. augusztus 4. óta mindenki látja. A békeajánlatunk elutasítása által ez a tudomás vérrel van aláhúzva. Mikor 1914-ben az orosz mozgósítás miatt a kardhoz kellett nyúljunk, ezt a népünkkel szembeni mélységes felelősségérzetből tettük és azon elhatározott erő tudatában, mely így szólt: Kell, ezért tudjuk is. Végtelen mennyiségű vér kiontatott azóta, de a Kell és Tudunk nem lett elmosva általuk. Ha mi most a legjobb és legélesebb fegyvereink használata mellett döntünk, akkor nem más vezet minket, mint azon szóba jövő körülmények higgadt megfontolása és a szilárd akarat, hogy népünket kisegítsük abból bajból és gyalázatból, melyben az ellenségeink részesíteni akarják. A siker magasabb kézben van. Amire emberi erő képes e siker Hazánknak való kicsikarása érdekében, legyenek ebben biztosak, Uraim, az nem lesz elmulasztva, minden ezért fog történni."”

### A korlátlan tengeralattjáró-háború kihirdetése Ausztria-Magyarország által
„Ausztria-Magyarország jegyzéke a korlátlan tengeralattjáró-háborúról
Bécs, január 31.

Egy a külügyminiszter, Czernin gróf által számos semleges államhoz eljuttatott jegyzék a következőket tartalmazza: Az ellenség azon szándékaival szemben, hogy Ausztria-Magyarország és szövetségeseinek seregeit legyőzze, a flottáikat megsemmisítse és a lakosságukat kiéheztesse, a harcot szárazföldön és vízen folytatni kell minden eszközzel, még a legkönyörtelenebbekkel is. Az ellenségeink eddig is azon ügyködtek, hogy az Ausztria-Magyarország és a szövetségesei közti hajóforgalmat meggátolják és a hozzáférési útvonalakat elvágják. Más tengerekhez hasonlóan az Adrián is még a kórházhajókat és a fegyvertelen személyszállító gőzhajókat is előzetes figyelmeztetés nélkül megtorpedózták. Ausztria-Magyarország és a szövetségesei ezt követően a maguk részéről ugyanezt az eljárást fogják alkalmazni azáltal, hogy Nagy-Britanniát, Franciaországot és Olaszországot minden hajóforgalomtól elvágják és e követelmény teljesítéséhez 1917. február 1-től egy meghatározott területen belül bármiféle hajóforgalmat minden eszközzel meg fognak akadályozni.”

## Fordítás
- Ez a szócikk részben vagy egészben  az   Unrestricted Submarine Warfare című angol Wikipédia-szócikk ezen változatának fordításán alapul.  Az eredeti cikk szerkesztőit annak laptörténete sorolja fel. Ez a jelzés csupán a megfogalmazás eredetét és a szerzői jogokat jelzi, nem szolgál a cikkben szereplő információk forrásmegjelöléseként.
- Ez a szócikk részben vagy egészben  az   Allied submarines in the Pacific War című angol Wikipédia-szócikk ezen változatának fordításán alapul.  Az eredeti cikk szerkesztőit annak laptörténete sorolja fel. Ez a jelzés csupán a megfogalmazás eredetét és a szerzői jogokat jelzi, nem szolgál a cikkben szereplő információk forrásmegjelöléseként.
- Ez a szócikk részben vagy egészben  az   U-Boot-Krieg című német Wikipédia-szócikk ezen változatának fordításán alapul.  Az eredeti cikk szerkesztőit annak laptörténete sorolja fel. Ez a jelzés csupán a megfogalmazás eredetét és a szerzői jogokat jelzi, nem szolgál a cikkben szereplő információk forrásmegjelöléseként.
- Ez a szócikk részben vagy egészben  a   Soviet submarine Baltic Sea campaign in 1941 című angol Wikipédia-szócikk ezen változatának fordításán alapul.  Az eredeti cikk szerkesztőit annak laptörténete sorolja fel. Ez a jelzés csupán a megfogalmazás eredetét és a szerzői jogokat jelzi, nem szolgál a cikkben szereplő információk forrásmegjelöléseként. (1942; 1943; 1944)
- Ez a szócikk részben vagy egészben  a   Soviet naval Baltic Sea campaign in 1945 című angol Wikipédia-szócikk ezen változatának fordításán alapul.  Az eredeti cikk szerkesztőit annak laptörténete sorolja fel. Ez a jelzés csupán a megfogalmazás eredetét és a szerzői jogokat jelzi, nem szolgál a cikkben szereplő információk forrásmegjelöléseként.
- Ez a szócikk részben vagy egészben  az   U-boat campaign (World War I) című angol Wikipédia-szócikk ezen változatának fordításán alapul.  Az eredeti cikk szerkesztőit annak laptörténete sorolja fel. Ez a jelzés csupán a megfogalmazás eredetét és a szerzői jogokat jelzi, nem szolgál a cikkben szereplő információk forrásmegjelöléseként.

## Ajánlott olvasmány
- Hollweg, Carl. Unser Recht auf den U-Boot-Krieg. Berlin: Verlag Ullstein & Co (1917)
- Redford, Duncan. The Submarine: A Cultural History from the Great War to Nuclear Combat. London, New York: I. B. Tauris (2015). ISBN 978-1-78453-089-1